# Barnaby Rudge
Barnaby Rudge: A Tale of the Riots of 'Eighty
Vous lisez un « article de qualité » labellisé en 2011.  Il fait partie d'un « thème de qualité ».
Barnaby Rudge: A Tale of the Riots of 'Eighty (titre français : Barnabé Rudge, conte des émeutes de quatre-vingt), habituellement connu en anglais sous le titre de Barnaby Rudge, est un roman historique de Charles Dickens (1812-1870), publié en Angleterre par Chapman & Hall sous la forme de feuilleton de quatre-vingt-huit épisodes hebdomadaires de février à novembre 1841 dans l'éphémère revue Master Humphrey's Clock (« L'Horloge de Maître Humphrey », 1840-1841).
L'action du roman concerne un ancien meurtre perpétré dans une petite ville non loin de Londres, sur quoi se greffent, quelque vingt-cinq ans après, les émeutes anti-catholiques dites Gordon Riots, conduites par Lord George Gordon, qui, du 2 au 10 juin 1780 à Londres, ont provoqué de très importants dégâts et fait de nombreuses victimes.
Barnaby Rudge est le septième roman de Charles Dickens, d'abord conçu en 1836 sous le titre Gabriel Vardon, The Locksmith of London (« Gabriel Vardon, serrurier à Londres »), pour Richard Bentley qui rêve d'une grande œuvre romanesque en trois volumes (three-decker) destinée à sa revue, le Bentley's Miscellany. Longtemps retardé par divers démêlés éditoriaux, il est finalement rassemblé en un seul volume par Chapman & Hall avec son titre définitif. C'est le premier essai de Dickens dans le genre historique, le second étant A Tale of Two Cities (Le Conte de deux cités), publié en 1859 et situé au temps de la Révolution française. La première édition a été illustrée par George Cattermole et Hablot K(night) Browne, dit Phiz.
D'après Gordon Spence, c'est l'œuvre d'un homme jeune (29 ans) en pleine possession de son thème, qu'il a depuis longtemps déjà l'ambition de traiter avec envergure, et le chemin ayant conduit à sa publication fait écho à la montée en gloire de l'écrivain. Pourtant, il ne figure pas au palmarès des œuvres les plus appréciées de Dickens et a été peu exploité par la caméra, puisqu'existent seulement un film muet réalisé en 1915 et une adaptation produite par la BBC en 1960.

## La manufacture du roman

### Les aléas de l'édition
De Macrone à Bentley

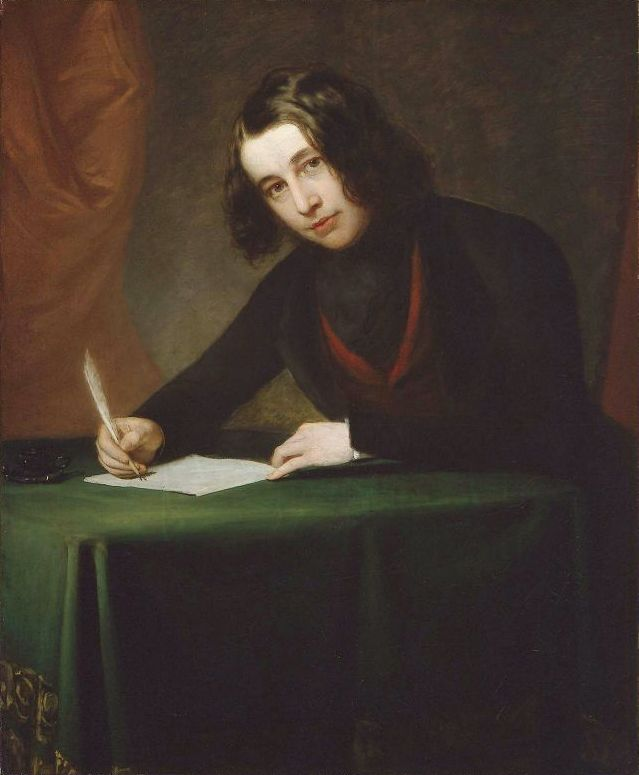
Dickens en Amérique (1842), par Francis Alexander.

En mai 1836, à 24 ans, avant le triomphe des Pickwick Papers, Dickens signe avec John Macrone, son éditeur des Sketches by Boz, un contrat pour une œuvre de fiction en trois volumes intitulée Gabriel Vardon, The Locksmith of London (« Gabriel Vardon, serrurier à Londres »). La rétribution se monte à 200 livres sterling, montant modeste comparé à ceux qu'il percevra une fois sa réputation confirmée. Toutefois, au mois d'août suivant, alors que les ventes de Pickwick ne cessent de croître, il s'estime délié de sa signature et accorde à un autre éditeur, Richard Bentley qui lui offre 500 £, les droits du futur roman auquel il se réfère désormais sous le nom de Barnaby Rudge. D'autre part, comme il est rédacteur en chef du Bentley's Miscellany auquel il est tenu de contribuer, il obtient en septembre que Barnaby Rudge, A Tale of the Great Riots (« Barnaby Rudge, conte des grandes émeutes ») y prenne la relève d'Oliver Twist, puis soit publié en volumes, le tout pour 800 £.
Entre-temps, Nicholas Nickleby, qui a succédé à Pickwick Papers, poursuit un chemin laborieux chez Chapman & Hall. En janvier 1839, alors qu'Oliver Twist n'a plus que trois mois à paraître, Dickens commence la rédaction de Barnaby Rudge. « J'en ai écrit trois petites pages », écrit-il le 4 à son ami et futur biographe John Forster, avant de demander aussitôt un délai de six mois. Ses lettres à Forster, cependant, évoquent « l'esclavage et les corvées » que lui impose Bentley pour une « rémunération de tâcheron » (« journeyman-terms »), l'emprisonnement contractuel dans lequel il se trouve enfermé, et, quittant le Bentley Miscellany, il arrache enfin à cet éditeur une clause stipulant que Barnaby Rudge sera publié le 1er janvier 1840 en trois volumes pour la somme de 2, 3 ou 4 000 £ selon les ventes.
En novembre 1839, le manuscrit ne comporte que dix pages, Dickens, selon Gordon Spence, répugnant à « écrire son roman pour Bentley » ; aussi, rien d'étonnant à ce qu'en décembre, comme l'écrit Edgar Jonhson, il « saute sur » deux prétextes mineurs pour rompre son engagement. À son ami James Monckton Milnes, il exprime en avril son souci du roman en cours : « Cela implique, ce qui est bien pire en ce qui me concerne, un délai pour l'histoire que j'avais esquissée et que j'ai hâte de mener à bien, mes pensées s'y étant depuis longtemps très activement employées. »
De Bentley à Chapman & Hall
Pourtant, les relations avec Bentley n'expliquent pas à elles seules les balbutiements de la rédaction. Dickens a toujours eu besoin d'un contact pressant avec ses lecteurs, que ne favorise pas la publication en trois volumes. En revanche, comme le souligne George H. Ford, le système des parutions en feuilleton dans une revue « lui donne, presque comme un acteur […] sent sa salle, le pouls du public auquel il réagit en conséquence ». Le retour à la publication dans la presse se fait avec Chapman & Hall pour qui est entreprise l'édition de Master Humphrey's Clock et, en juillet 1841, les droits de Barnaby Rudge y sont transférés. Les trois premiers chapitres sont prêts, ce qui suffit à dix épisodes, voire quinze s'ils sont scindés. En fin de compte, auteur et éditeur tombent d'accord : le roman prendra le relais de The Old Curiosity Shop, à raison d'une parution par semaine. Cette décision a sans doute été confortée par le succès phénoménal de ce roman précédent qui, bien qu'improvisé, conquiert d'emblée le public et fait le bonheur des bibliothèques ambulantes (circulating libraries).

### La publication hebdomadaire
Ainsi commence l'aventure de Barnaby Rudge, 42 numéros hebdomadaires de février à novembre 1841, que suit, en décembre, la publication en un volume. Les ventes se montent à 70 000 exemplaires, puis se stabilisent à 30 000, ce qui n'entame pas l'affection de Dickens pour son roman. Ses lettres à Forster témoignent en effet qu'il est satisfait de son travail ; il y détaille la qualité de son livre : « Je compte beaucoup sur la maisonnée Varden », « Je me suis bien tiré des émeutes », « Barnaby me fait chaud au cœur », « Je crois qu'il vous fera une forte impression jusqu'à son dernier mot »,. Seul petit regret : le rythme hebdomadaire, « très anxiogène, véritable casse-tête et bien difficile », et le vœu, qui reste pieux, qu'il puisse devenir mensuel, les publications rapprochées et surtout la brièveté de chaque numéro obligeant, avec sa foule d'incidences complexes, à de véritables tours de force. Le prochain roman, se promet-il, troquera, selon la formule de Carlyle, « la cuiller à café hebdomadaire pour la cuiller à soupe mensuelle ».
Pour autant, écrit Gordon Spence, si cette publication hebdomadaire impose une contrainte redoutable, elle ne s'avère pas paralysante, Dickens paraissant en avoir plutôt profité pour canaliser et discipliner son énergie créatrice. De plus, pour la première fois de son encore jeune carrière (il n'a que 29 ans), alors que ses romans précédents, The Pickwick Papers, Nicholas Nickleby, The Old Curiosity Shop, ont tous été écrits avec la hantise du dernier délai, Dickens a du temps devant lui, ce qui lui permet de flâner et même de voyager. Il se promène en Écosse avec sa femme, se fait opérer sans anesthésie d'une fistule, prépare un long voyage aux États-Unis. Il reprend aussi ses interminables marches dans les rues, de jour comme de nuit, au cours desquelles il regarde, observe, s'imprègne de l'intimité urbaine ; et le Londres de 1780, tel qu'il apparaît dans le roman, n'est pas très éloigné de celui qu'il arpente, avec « ses longs traits de rues mal éclairées, […] ces hauts clochers surgissant dans les airs et ces monceaux de toits déjetés qu'oppressent les cheminées »,.

### Une relative disgrâce
Andrew Sanders déplore que Barnaby Rudge soit « l'une des œuvres les plus négligées de Dickens ». Il attribue cette disgrâce à la relative lenteur avec laquelle s'enclenche l'histoire avant qu'elle ne s'emballe lors des émeutes. Alors, écrit-il, « certains passages descriptifs témoignent d'une maîtrise du rythme et de l'imagerie qu'il [Dickens] n'a plus jamais égalée ».
Gordon Spence, lui, s'insurge contre l'idée que l'auteur se serait coupé des sources habituelles de son inspiration en faisant le choix, clairement exprimé d'emblée, de présenter un roman historique dans la tradition de Walter Scott. Preuve en est, ajoute-t-il, que certains personnages de ses autres romans devenus mythiques, M. Bumble, le bedeau d'Oliver Twist, Mrs Nickleby de Nicholas Nickleby, Mr Pocket des Grandes Espérances, etc. sont tout à fait égalés, avec le même humour grotesque, par les John Willet, Mrs Varden et Miss Miggs, le bourreau Dennis, etc., de Barnaby Rudge. « Ce ne sont pas seulement des personnages à la Dickens, explique Spence, destinés à être soustraits du roman, mais des êtres de fiction assez complexes pour entrer en osmose avec l'univers imaginaire et contribuer à l'économie de l'ensemble. » En outre, les premières pages consacrées à l'auberge du Maypole lui paraissent relever du grand art, préparant l'économie générale de l'histoire par l'équilibre de leur regard à la fois complexe et subtil vers le passé ; ainsi, explique-t-il, « hochant de la tête en son sommeil, le manoir Tudor, que pare le lustre rougeoyant des chênes et des châtaigniers au couchant, semble toujours, comme une vieille compagne, disposer d'un bon nombre de belles années devant lui ».

## L'intrigue

### L'histoire

#### Il y a vingt-deux ans, et quelques rebondissements

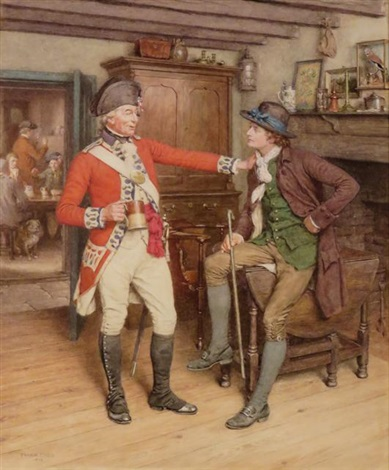
Joe Willet and the Sgt. Barnaby Rudge, aquarelle et gouache sur carton de Frank Dadd, 1916.

En une soirée de tempête de l'année 1775, sont réunis autour de l'âtre, à l'auberge du Maypole (« Au Mât de cocagne ») de Chigwell, à environ douze miles (un peu plus de 19 km) de Londres, à l'orée de la forêt d'Epping, John Willet, tenancier de l'établissement, et trois de ses amis. Parmi eux, Solomon Daisy, qui raconte à un étranger de passage l'histoire, bien connue du village, du meurtre de Reuben Haredale vingt-deux ans plus tôt, au jour près. C'était le propriétaire du Warren (« Terrier »), belle propriété des environs, où habitent désormais son frère Geoffrey Haredale et Emma Haredale, sa fille, nièce du précédent. Le jardinier et le majordome de Reuben ont disparu après le crime et ont été naturellement suspectés ; plus tard, un corps a été découvert au fond d'une fosse dans un état tel que seuls ses vêtements et ses bijoux ont permis de l'identifier comme étant celui du majordome. Le jardinier, quant à lui, n'a jamais été revu et est généralement considéré comme étant le double meurtrier.
C'est alors que Joe Willet, fils du tenancier de l'auberge, survient et prend son père à partie, l'accusant de le traiter comme un gamin alors qu'il a vingt ans ; ulcéré, il quitte le foyer et part s'engager dans l'armée, qui l'enrôle dans le corps expéditionnaire combattant en Amérique. En chemin, il s'arrête chez l'élue de son cœur, la jolie Dolly Varden, fille du serrurier Gabriel Varden, dont la femme, Agatha, aidée de sa bonne Miss Miggs qui la singe, vitupère contre lui. Entre-temps, le jeune Edward Chester, qui est épris d'Emma Haredale, également remarquable de beauté, se brouille lui aussi avec son père, ennemi juré des Haredale et opposé à cette liaison, et s'embarque pour les Antilles. L'idiot du village, Barnaby, qu'accompagne toujours Grip, un étrange corbeau à la langue bien pendue, apparaît ici ou là. Sa mère n'est autre que la veuve du jardinier suspecté, mais voici qu'elle reçoit la visite d'un personnage louche, ressemblant à un bandit de grand chemin, qu'elle se sent contrainte de protéger ; peu après, elle renonce à la pension que lui verse Geoffrey Haredale et, sans explication, quitte la petite ville avec son fils.

#### Cinq ans après

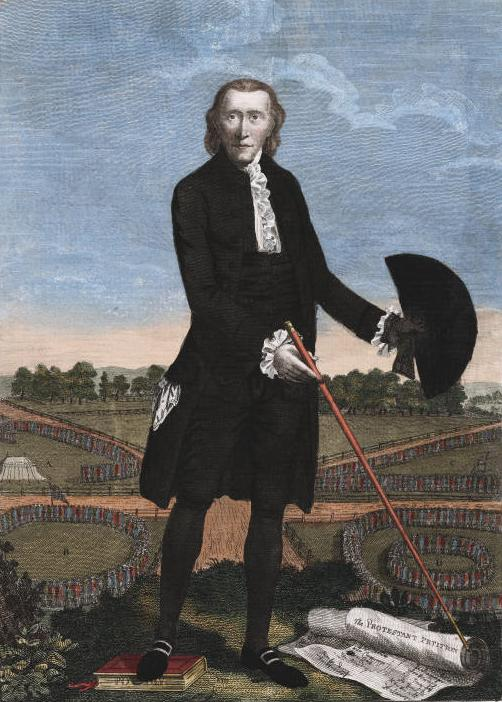
Lord George Gordon, chef de la Protestant Association.

L'histoire fait un bond de cinq années jusqu'à un soir d'hiver de l'année 1780 ; c'est le vingt-septième anniversaire du meurtre de Reuben Haredale, et Solomon Daisy, alors qu'il remonte l'horloge du clocher, aperçoit un « fantôme » errant dans le cimetière adjacent à l'église. De retour à l'auberge auprès de ses amis, il raconte son aventure, sur quoi John Willet, jugeant opportun que Geoffrey Haredale soit mis au courant, sort par un temps de tempête en compagnie de Hugh, le valet d'écurie qu'il a recueilli après qu'il eut été abandonné.
Alors qu'ils reviennent vers l'auberge, John et Hugh sont abordés par trois hommes qui leur demandent le chemin de Londres ; comme leur destination est à treize miles (presque 21 kilomètres), les voyageurs décident de passer le reste de la nuit à l'auberge. Il s'agit de Lord George Gordon, qu'accompagnent Gashford, son secrétaire, et John Grueby, son domestique dévoué. Le lendemain matin, le groupe reprend la route de la capitale, mais leur passage, pour une raison d'abord non élucidée et qui ne s'éclaire que lorsque les événements se transportent à Londres, suscite des mouvements anti-catholiques et même des levées de volontaires protestants. Ces bandes se choisissent comme chefs Ned Dennis, le bourreau de Tyburn, et Simon Tappertit, ancien apprenti chez Gabriel Varden. Bientôt, Hugh découvre une note manuscrite laissée à l'auberge, dont la teneur l'incite lui aussi à rejoindre les rangs des insurgés. Il sera précisé plus tard qu'elle se rapporte à sa naissance.

#### Émeutes anti-catholiques et premières révélations

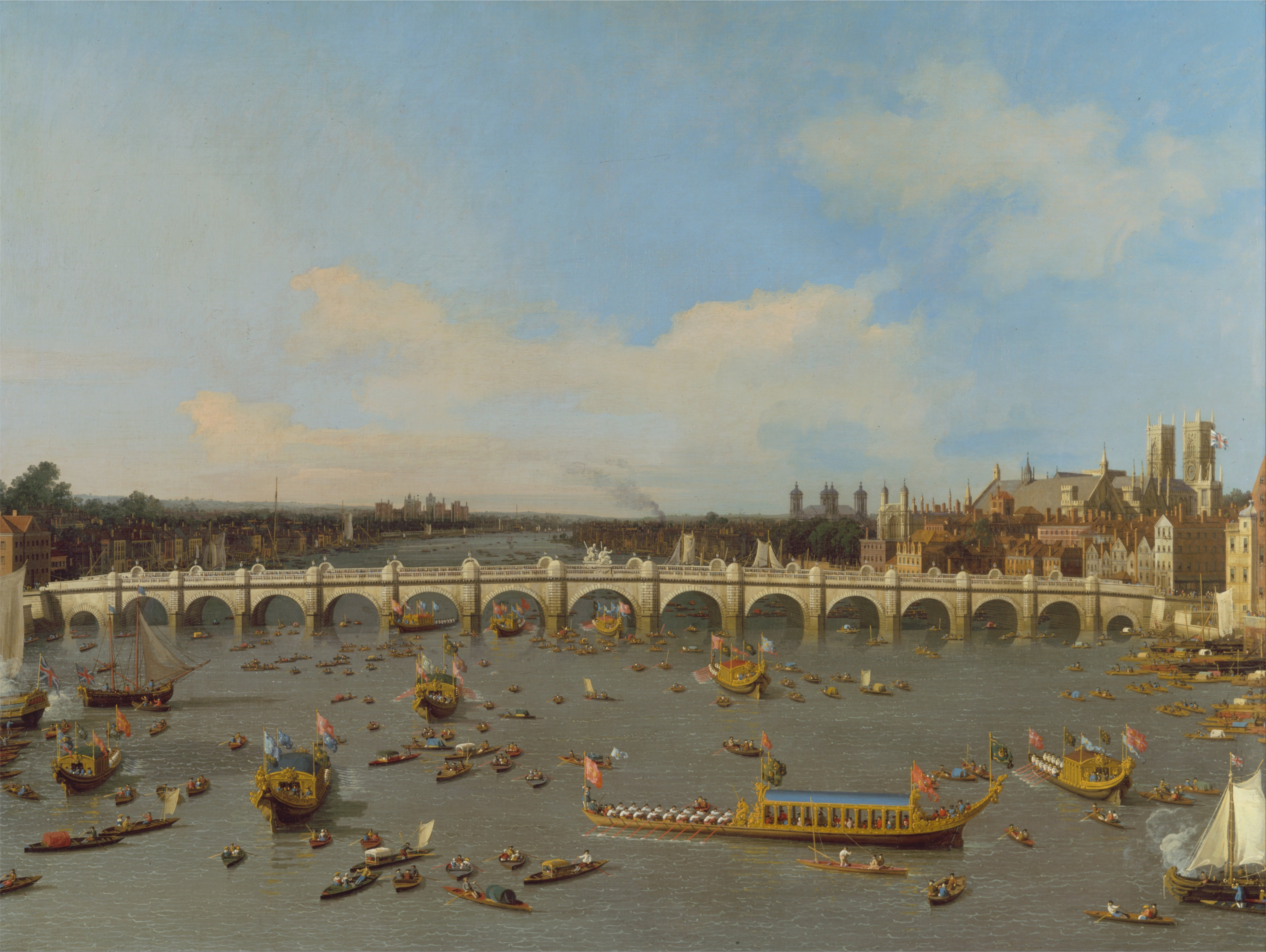
Le pont de Westminster en 1748, vu du Nord, par Canaletto.

Barnaby et sa mère reviennent au premier plan du récit. Si leurs pérégrinations demeurent inconnues, du moins de Geoffrey Haredale parti à leur recherche, leur domicile, apprend le lecteur, est situé dans un village de campagne où le mystérieux étranger les retrouve et tente de leur extorquer de l'argent par l'entremise de Stagg, l'aveugle à sa botte. Pour échapper à leur poursuivant, mère et fils s'enfuient à nouveau, cette fois dans la capitale. Parvenus au pont de Westminster (Westminster Bridge), ils rencontrent une foule d'émeutiers qui, après avoir embrigadé Barnaby malgré les supplications de la mère, marchent sur le palais de Westminster, brûlant au passage plusieurs églises et des résidences appartenant à des catholiques. Un détachement, conduit par Hugh et Dennis, se porte vers Chigwell pour s'en prendre à Geoffrey Haredale parce qu'il est catholique, laissant The Boot (« La Bottine »), la taverne qui sert de quartier général, à la garde de Barnaby. En chemin, la populace pille l'auberge du village et, parvenue au Warren chez les Haredale, y met le feu et le réduit en cendres, emmenant ses deux résidentes, Emma Haredale et Dolly Varden, comme prisonnières. À Londres, Barnaby est lui aussi capturé, mais par des soldats fidèles au gouvernement, et enfermé dans la prison de Newgate que menace la foule prête à l'incendier. Miss Miggs, la bonne d'Agatha Varden, qui a aidé les insurgés tentant de se saisir de son maître, est arrêtée, puis relâchée.
Le mystérieux étranger est à son tour pris par Haredale sur les ruines encore fumantes du Warren où il a rejoint les émeutiers. S'ensuit une révélation : il n'est autre que Barnaby Rudge senior, mari de Mrs Rudge et père de Barnaby, et c'est lui qui a tué Reuben Haredale et son jardinier. Il s'avère aussi qu'il était le majordome introuvable, censé avoir été tué par le jardinier dont il avait enfilé les vêtements après avoir revêtu le cadavre des siens.
De leur côté, les insurgés se sont saisis de Gabriel Varden et lui demandent d'ouvrir les portes de Newgate pour libérer les prisonniers. Il refuse et est secouru par deux hommes, dont un manchot qu'on ne reconnaît pas. Newgate est incendiée et tous les prisonniers s'en échappent, sauf les Barnaby père et fils qui y sont également détenus. À son tour, Hugh est capturé par des soldats avec l'aide du bourreau Dennis qui, supputant pléthore de candidats à la potence, a retourné sa veste. Les troupes patrouillent dans les rues et bientôt les émeutiers se dispersent ou sont tués.

#### Les fils se dénouent tour à tour

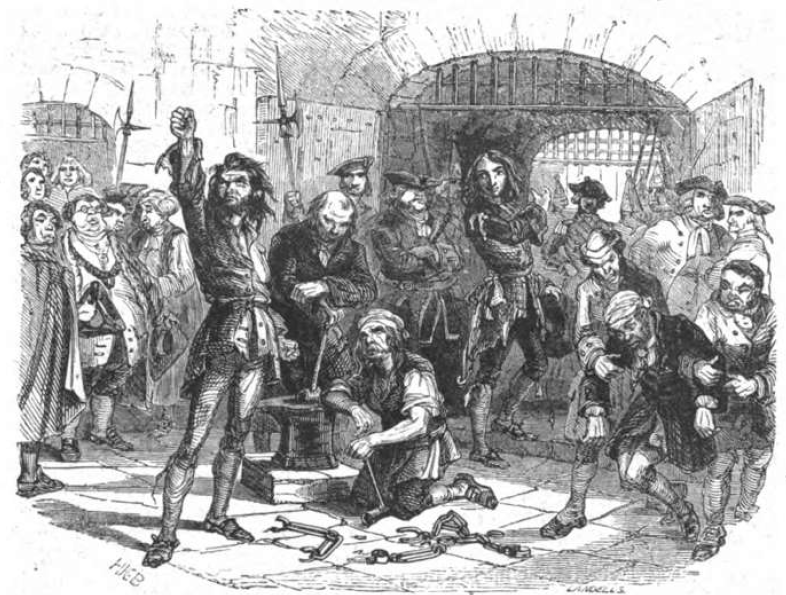
Hugh et Dennis cinq minutes avant l'exécution (illustration)

Le manchot secourable n'est autre que Joe Willet, revenu de la guerre d'indépendance en Amérique où il a été blessé ; le deuxième homme est Edward Chester, lui aussi de retour. Après avoir libéré le serrurier, ils se portent bientôt au secours de Dolly et d'Emma. Rudge senior, qui a été appréhendé sur le domaine des Haredale, puis transféré à Londres, est condamné à la peine de mort et pendu. Le bourreau Dennis est lui aussi arrêté et condamné à mort en compagnie de Hugh, fils naturel, apprend-on, de John Chester, désormais Sir John, député au Parlement, qui a refusé d'intervenir en sa faveur et « prend son chocolat mignonnement » pendant l'exécution. Barnaby, le héros du roman, est gracié sur l'entremise de Gabriel Varden ; Joe et Dolly convolent en justes noces et deviennent propriétaires de l'auberge du Maypole qui a été reconstruite ; Edward Chester et Emma se marient à leur tour, puis s'embarquent pour les Antilles. Miss Miggs tente en vain de se faire réembaucher chez les Varden et finit comme gardienne dans une prison pour femmes ; Simon Tappertit, les jambes écrasées lors des émeutes, se fait cordonnier ; plus tard, Gashford s'empoisonne dans une pension de famille à Londres. Quant à Lord George Gordon, d'abord détenu dans la tour de Londres, il est acquitté du chef d'incitation à la révolte et libéré. Chester meurt dans un duel face à Geoffrey Haredale, qui, lui, trouve refuge sur le continent. Restent Barnaby et sa mère, coulant désormais des jours paisibles dans une petite dépendance agricole de l'auberge du Maypole.

### Analyse

#### Les trois phases de l'intrigue
Cette intrigue se scinde en trois parties, les deux dernières étant directement liées.
Dans la première qui gravite autour de l'auberge du Maypole, les événements passés sont évoqués et, du même coup, certaines relations entre familles ou individus dévoilées. Ainsi, le lecteur apprend l'animosité séparant Haredale et Sir John Chester, l'amour que se portent, selon un schéma à la Roméo et Juliette puisque les familles sont ennemies, Edward Chester et Emma Haredale ; de même s'aiment Joe Willet et Dolly Varden, cette dernière restant convoitée par Hugh. Si Joe en veut à son père et finit par le quitter, Barnaby, lui, ne peut se séparer de sa mère Mary. Il s'agit là d'histoires restées privées, mais bientôt le domaine public va prendre le relais et la vie des familles se trouver lentement absorbée par l'actualité politique.
Au chapitre XXXV, en effet, l'histoire bascule avec l'arrivée à l'auberge, le 19 mars 1780, de l'intégriste protestant Lord George Gordon et de ses deux acolytes. Désormais, la stabilité du village est rompue, les personnages vivant dans leur chair les désordres engendrés par ce passage. La deuxième grande partie a donc lieu essentiellement à Londres, mais avec des prolongements atteignant la communauté villageoise, où de sourdes rivalités et d'anciennes rancœurs se trouvent du coup ravivées.
Une fois les forfaits accomplis, la fureur expurgée, les coupables punis, la vie reprend son cours à la ville comme à la campagne, les gens qui s'aiment se marient, les méchants sont morts, et Grip le corbeau clôt l'histoire, brillant de plumage mais désormais silencieux,  jusqu'à ce qu'un beau matin, il reprenne de la voix en proclamant : « Je suis un diable ! Je suis le diable ! », et pour autant que le narrateur le sache, « il poursuit son monologue avec la même ardeur au moment où il écrit ces lignes ».

#### Unpuzzleà reconstituer
Les fils de l'intrigue sont compliqués à débrouiller et ne se rejoignent que progressivement, ne se révélant dans la totalité de leur interaction qu'au dénouement. Plusieurs couches narratives se superposent et s'entrecroisent, les personnages étant liés les uns aux autres par un passé d'expériences inconnues du lecteur. Plusieurs questions trouvent alors leur réponse.

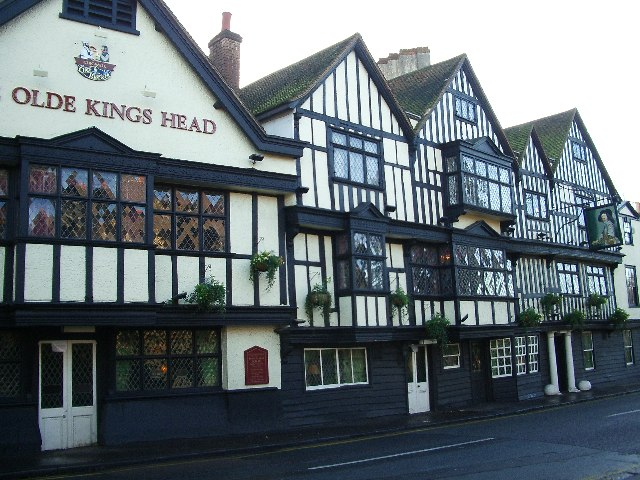
Le Old King's Head à Chigwell (Essex), censé être l'auberge du Maypole.

Pourquoi cette haine entre les deux aristocrates, le citadin et le campagnard, John Chester et Geoffrey Haredale ? Enfants, ils ont fréquenté la même école où Geoffrey a servi d'esclave et de souffre-douleur à son condisciple. D'autre part, l'un étant protestant et l'autre catholique, ils incarnent le schisme et la rivalité qui fournissent son paroxysme à l'histoire. Parvenus à l'âge adulte, en effet, les circonstances les réunissent à nouveau, alors que Haredale subsiste avec sa fille dans la pauvreté et que Chester, plus opulent, a eu un fils d'une gitane vite abandonnée, Hugh, avant de se remarier avec une riche parvenue qui lui donne son second fils, Edward, dont il ne s'occupe pas plus que du premier.
Pourquoi Chester rappelle-t-il ce fils oublié au bout de vingt-quatre ans ? Il veut le marier avec une héritière de son choix pour en capter la fortune, mais, comme Edward s'est épris d'Emma Haredale et que ce lien ne convient à aucun des pères, les ennemis concluent une alliance de circonstance pour séparer leurs enfants. Ainsi se trouvent contrariées par les parents les liaisons que forme la génération suivante. À ce point de l'histoire commence le récit, le passé étant évoqué à l'auberge, alors que réapparaît Rudge et que Joe Willet quitte l'Angleterre.
Quelle fonction joue l'intrigue amoureuse entre Dolly et Joe ? Elle sert de parallèle à celle d'Edward et d'Emma, à la différence qu'eux sont roturiers ; ainsi, comme souvent chez Dickens, une relation en reflète une autre en miroir, mais avec une nuance : leur amour est plus impulsif et celui d'Emma et d'Edward plus pragmatique, manière peut-être, selon la revue Classic, de souligner une attitude de classe.

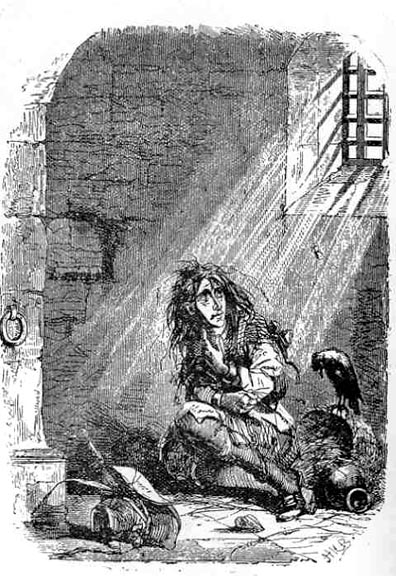
Barnaby en la prison de Newgate, par Phiz.

Pourquoi les émeutes anti-catholiques font-elles, cinq années plus tard, irruption dans l'intrigue ? Dickens s'y intéresse depuis longtemps et y voit un moyen de réaliser un roman historique dans lequel se retrouvent les personnages déjà rencontrés (voir plus bas « Une greffe artificielle ») : en effet, à Londres où sa mère et lui viennent d'arriver pour fuir Rudge, Barnaby tombe en pleine émeute sur Hugh, Simon Tappertit, le bourreau Dennis et le trio des provocateurs.
Pourquoi Chester incite-t-il les émeutiers à s'en prendre à Haredale ? Devenu Sir John, M. P. (Member of Parliament, député), il suit le fil de sa haine et voit en son ennemi catholique une proie toute désignée.
Pourquoi Barnaby, le « héros » du roman, échappe-t-il à la potence ? Parce que John Varden intervient en sa faveur et qu'il est déclaré irresponsable.

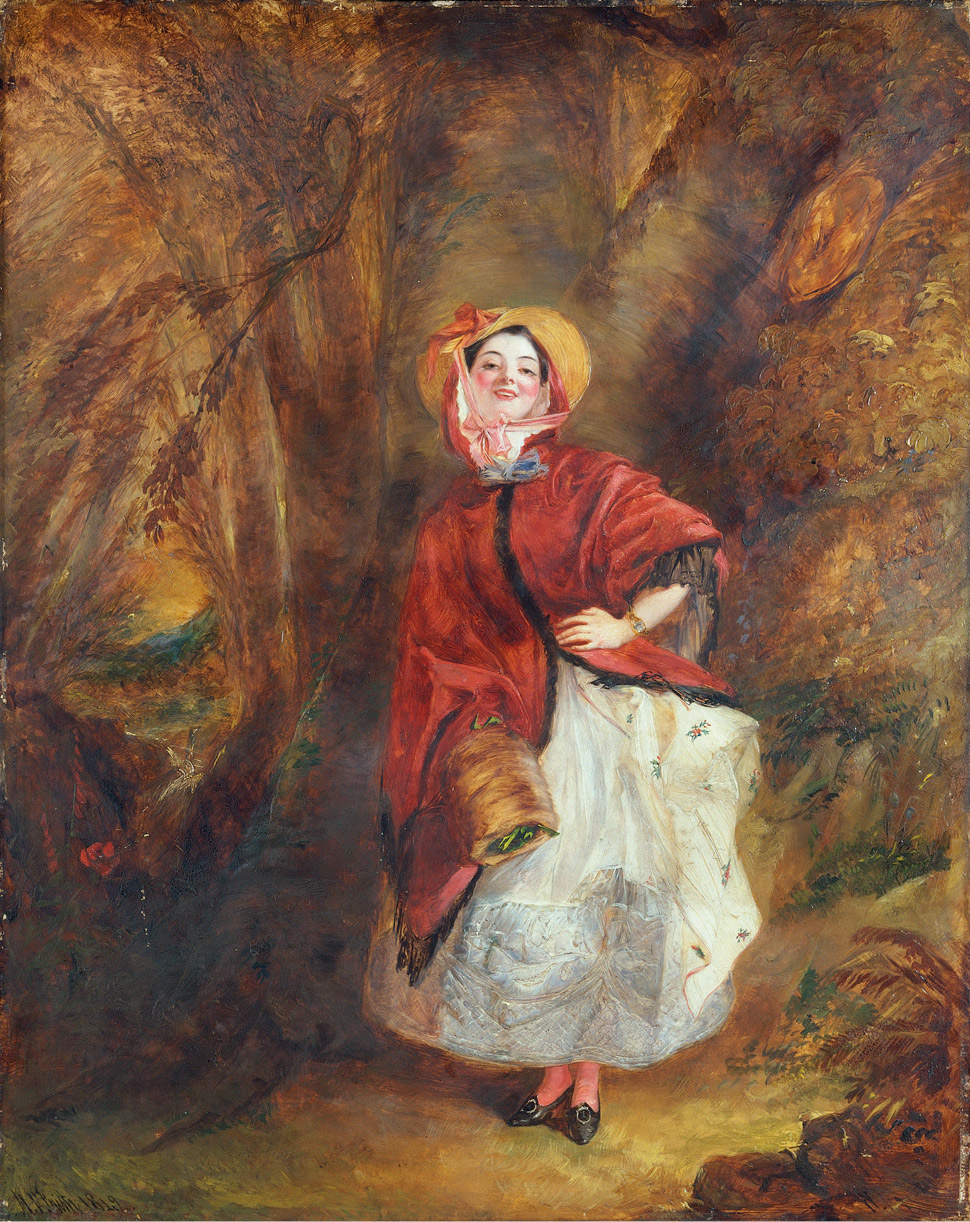
Coquette et jolie, Dolly Varden, par William Powell Frith (1842).

Que deviennent les « bons » ? Varden retrouve la quiétude du village ; Dolly s'est corrigée de sa coquetterie et épouse Joe ; Emma peut désormais s'unir à Edward, les deux jeunes gens ayant acquis le respect de tous en s'illustrant au service du gouvernement. Le couple roturier garde l'auberge du village reconstruite, les aristocrates s'en vont dans les îles ; la vie reprend son cours.
Reste Chester : c'est Haredale, son vieil ennemi, qui scelle son destin par le duel final. Pourquoi ce dernier part-il aussitôt dans un couvent italien ? Le duel étant illégal, il est passible d'une accusation de meurtre et risque la peine capitale.

## Personnages
Même si la populace grouille dans les rues, comparé à d'autres romans de Dickens, Barnaby Rudge ne présente pas une foule de personnages, quelques familles et individus isolés peuplant l'histoire de bout en bout, les autres n'apparaissant que comme comparses sans grande importance pour l'action.

### Les groupes

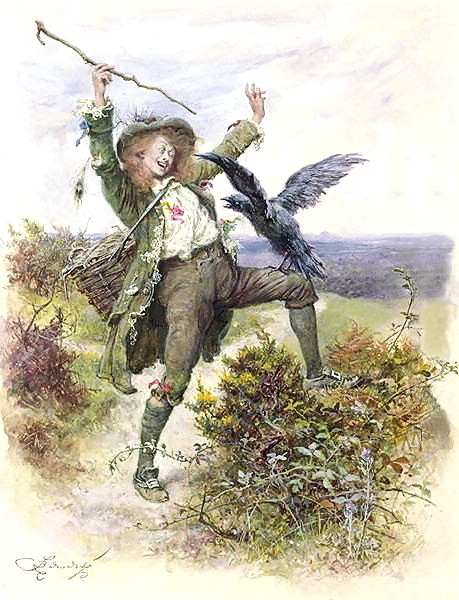
Barnaby Rudge et son corbeau Grip. Illustration de Fred Barnard.

Les Rudge, les Willet et les Varden
Au centre se trouve la famille Rudge et, en particulier, le « héros » qui donne son nom au livre, Barnaby Rudge (Barnaby). Il souffre d'un retard mental et est considéré comme l'idiot du village où il vit avec sa mère Mary, dont l'affection est indéfectible. Le jeune homme est toujours accompagné de Grip, corbeau d'une remarquable loquacité, avec l'art de sortir des vérités pas toujours bonnes à dire ; Margaret Drabble, dans son The Oxford Companion to English Literature, compte cet oiseau parmi les personnages du roman.
Non loin, les Willet, Old John (Le vieux John), bourru et souvent borné, qui tient l'auberge Maypole (Maypole Inn), et son fils Joe, garçon au grand cœur mais d'humeur rebelle. Puis se rencontre la famille Varden, Gabriel le serrurier, Martha sa femme, mégère qu'accable un fort tempérament ; ils vivent avec leur fille Dolly, dont la joliesse perturbe les jeunes cœurs.
Les Chester et les Haredale
Toujours dans le voisinage, la famille Chester, dont, plus tard, le juge de paix et député au Parlement Sir John, Esquire, M.P. (Member of Parliament), personnage trouble négligeant les devoirs de ses charges ; son fils Edward, sa première victime, en souffre, s'en échappe, puis revient, se comportant alors par son dévouement à l'opposé de son père.
Un peu en retrait, les Haredale, dont l'aîné, Reuben, a été assassiné ; restent son frère cadet, Geoffrey Haredale, et la fille de Reuben, Emma, nièce de Geoffrey, d'une grande beauté. Apparaissent aussi Hugh, l'homme à tout faire de l'auberge locale, demeuré, selon Gordon Spence, « à l'état bestial », appelé parfois par la critique « a Centaur of a man » (« l'homme-Centaure »).
La bande à Gordon
Le trio déclencheur des événements, constitué de Lord George Gordon, créé d'après le réel George Gordon des émeutes de 1780, qu'accompagne son fidèle serviteur John Grueby et que flanque M. Gashford, son secrétaire particulier, à l'obséquiosité suspecte.

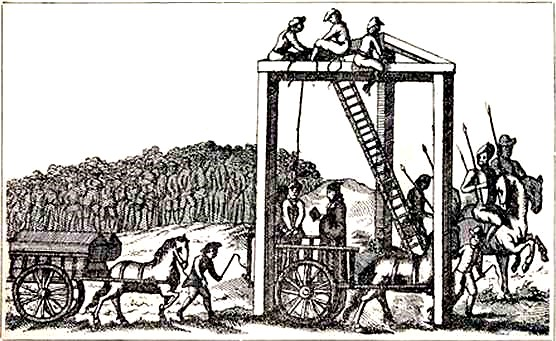
L'« arbre » de Tyburn, en fait la potence.

### Les individus satellites
Quelques comparses
Simon Tappertit, dit Sim Tappertit, est apprenti en serrurerie chez Gabriel Varden, et Miss Miggs, jeune femme rusée et débrouillarde, est la servante de Mrs Varden. Le bourreau de Tyburn,, Ned Dennis, profite des condamnations à mort pour arrondir ses fins de mois ; apparaît aussi le mystérieux étranger qui se révèle à la fin n'être autre que Barnaby Rudge senior, le meurtrier de Reuben Haredale. Enfin, Stagg, aveugle plein de ressources, Solomon Daisy, « Long » Phil Parkes et Tom Cobb, acolytes du vieux John, puis M. Langdale, tonnelier de son état à la face éternellement rougeaude, complètent la galerie des personnages secondaires.
Grip le corbeau
Comme le souligne Margaret Drabble, c'est un personnage important pour Dickens qui lui consacre les premières pages de sa préface. Il le décrit comme ayant été inspiré par ses deux corbeaux familiers dont il vante les mérites, en particulier leur étonnante virtuosité vocale, surtout celle de son deuxième oiseau qui, ayant tendance à fuguer, fait les délices des passants et « peut aboyer comme un chien »,. Grip lâche au mauvais moment les vérités qui sont bonnes à entendre et sa robuste gouaille remplace la parole retardée de son maître. C'est Grip the Knowing (« Grip qui sait »), la poupée du ventriloque mais inversée, puisqu'il paraît en toutes occasions le plus avisé de la paire,.

### Les modèles

#### Les modèles personnels
La figure paternelle

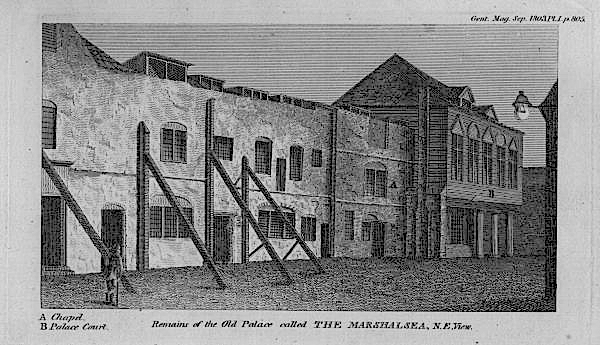
Marshalsea en 1803, où le père de Dickens a été emprisonné pour dettes.

Chaque fois que Dickens peint des pères abusifs ou incompétents, et ils sont nombreux dans son œuvre,, la critique a beau jeu de rappeler son enfance marquée par l'impécuniosité chronique du sien (John Dickens) qui l'a envoyé dans une entreprise de cirage (Warren's blacking factory) à 15 ans et a connu la prison pour dettes. Comme l'écrit Alexander Welsh, ce « souvenir secret […] explique bien des choses de [sa] vie et de [son] œuvre ».
De fait, les deux pères fautifs du roman, John Chester et John Willet, portent le prénom de M. Dickens et le pauvre Barnaby a hérité de certaines des tares dont Rudge, son géniteur assassin, est affublé. Il y a là un encombrant héritage que Dickens, hanté par sa propre ascendance, redoute et n'a de cesse, dans ses créations romanesques, d'exorciser.
La foule et les pouvoirs établis
Dickens s'est toujours intéressé aux mœurs de la foule, en particulier celle de Londres, dont, pour avoir été élevé en son sein, il connaît les sautes d'humeur. Ainsi, une année avant qu'il ne commence Barnaby Rudge, il a assisté à une pendaison publique, celle du Suisse François Benjamin Courvoisier, valet de son état et meurtrier de Lord William Russell, et, revenu « ce matin avec le dégoût du meurtre, mais c'était le dégoût du meurtre que je venais de voir commettre […] Je me sens honteux et souillé par la curiosité brutale qui m'a conduit en ce lieu » (« came away that morning with a disgust for murder, but it was for the murder I saw done [...] I feel myself shamed and degraded at the brutal curiosity that took me to that spot »), il a noté à quel point la populace assemblée autour de la potence n'était que . Ces scènes extrêmes, il les a transcrites dans son roman.
D'autre part, radical d'instinct, il a constamment manifesté son aversion ou sa suspicion à l'égard de l'autorité, quelles qu'en soient les formes. Aussi le romancier qu'il est ne se satisfait-il pas d'une attitude monolithique et, s'il méprise la violence aveugle des foules, ne peut-il que faire chorus avec la clameur lorsqu'elle s'en prend aux pouvoirs établis. Peu avant son manuscrit, il écrit à John Forster : « Je vais essayer de produire une meilleure émeute que celle de Gordon », et il ajoute plus tard : « J'ai fait sortir tous les prisonniers de Newgate […] Je suis assez exalté lorsque je travaille ». Ainsi, commente Ackroyd, « les scènes se déroulant devant la grande porte en bois de Newgate comptent parmi les plus puissantes du livre et portent la marque de la furie et de l'impétuosité qui habitent Dickens ».
La prison et la catharsis

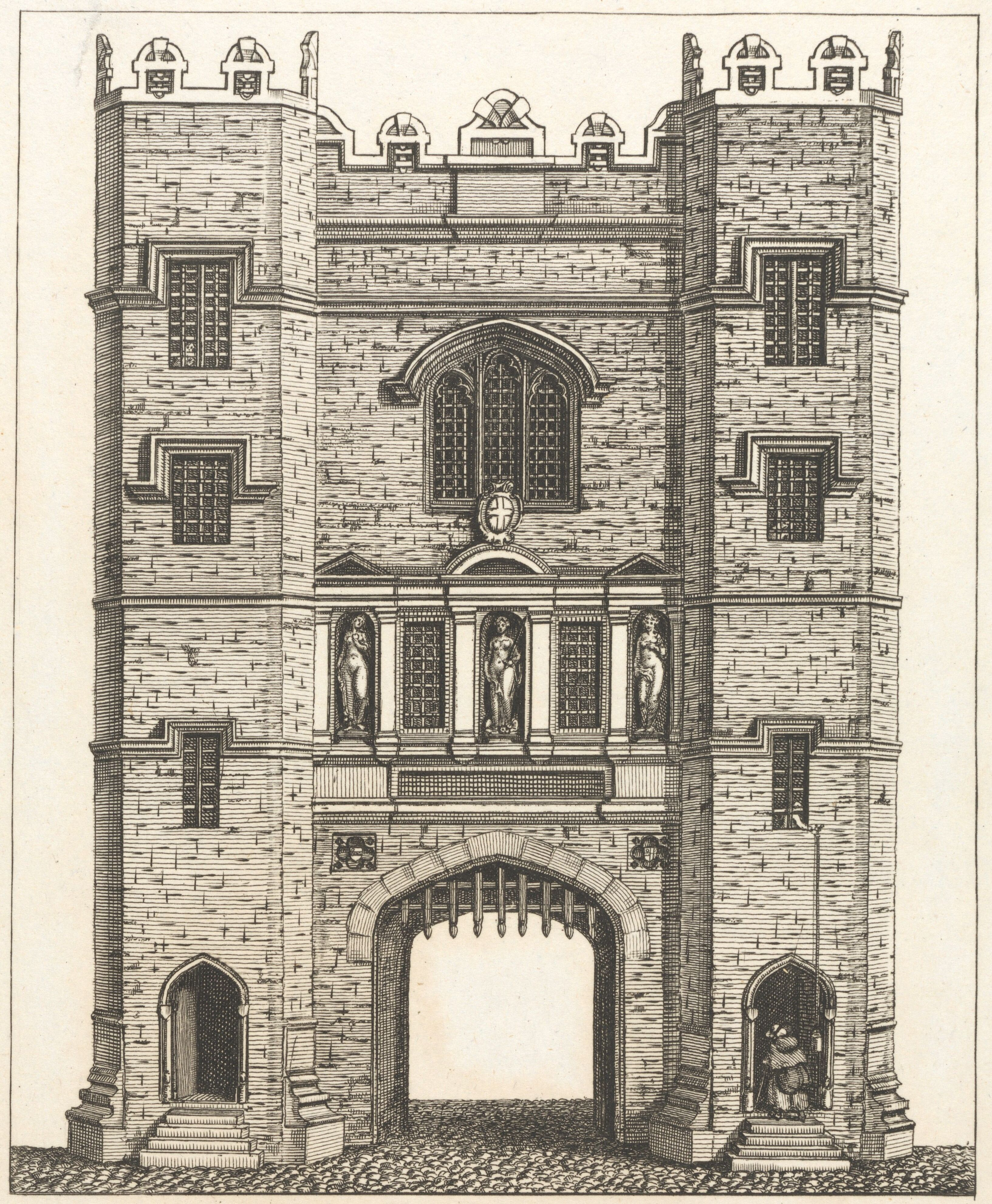
La porte de Newgate, « prison pour dettes et félonie », à l'époque des émeutes.

Dans son enfance, Dickens a connu Newgate, reconstruite après les émeutes de 1780. En tant que jeune journaliste, il a aussi visité des cellules de condamnés et, dans l'une de ses premières Esquisses par Boz intitulée Newgate Prison, il rappelle comment la vue de leur banc à la chapelle « [l'a] obsédé de jour comme de nuit, qu'il veille ou dorme, pendant des mois entiers »,, ; la geôle se retrouve dans Oliver Twist (Fagin, le chef pickpocket des bas-fonds, s'y voit confiné), dans A Tale of Two Cities (Le Conte de deux cités) et dans Les Grandes Espérances (le forçat Magwitch y est retenu aux fers) ; tel est donc le bâtiment (et avec lui l'institution) qu'il brûle dans la folie de Barnaby Rudge (chapitre LXIV), « châtiment pour les méfaits d'un système judiciaire répressif qu'il juge dépassé et inique ». Enfin, selon Peter Ackroyd, cette violence ravageuse le purge de la rancœur accumulée depuis l'enfermement de son père insolvable dans la non moins sinistre prison de Marshalsea.
Le nigaud et l'humaine condition
Il n'est pas habituel de placer un nigaud au cœur d'un récit. D'après Peter Ackroyd, Dickens a une raison personnelle pour investir de signification le personnage de Barnaby, accusé de ne pas avoir sa tête, tout comme le jeune Dickens l'a été d'être raven-mad pour avoir adopté son corbeau Grip. Or, raven (« corbeau ») étant proche de raving (« délirant »), on dit généralement raving mad, et Dickens a ressenti la blessure de ce jeu de mots familial sans doute affectueux comme une véritable stigmatisation. Il a donc voulu donner à son idiot une humanité sous-jacente que ne possèdent pas toujours, tant s'en faut, les hommes et les femmes dits normaux. Ackroyd voit dans le fait qu'il a gratifié Barnaby d'un corbeau portant le nom du sien comme le signe d'une identification secrète. D'autre part, il l'affuble aussi de sa propre nervosité chronique (terrible restlessness), et, pour mettre au point le personnage, il a rendu visite à deux prisonniers, le jeune William Jones accusé à tort, selon lui, de ne pas posséder tous ses esprits, et un tailleur dont les journaux se gaussent pour ce qu'ils nomment « son esprit rachitique » (his rickety wits).

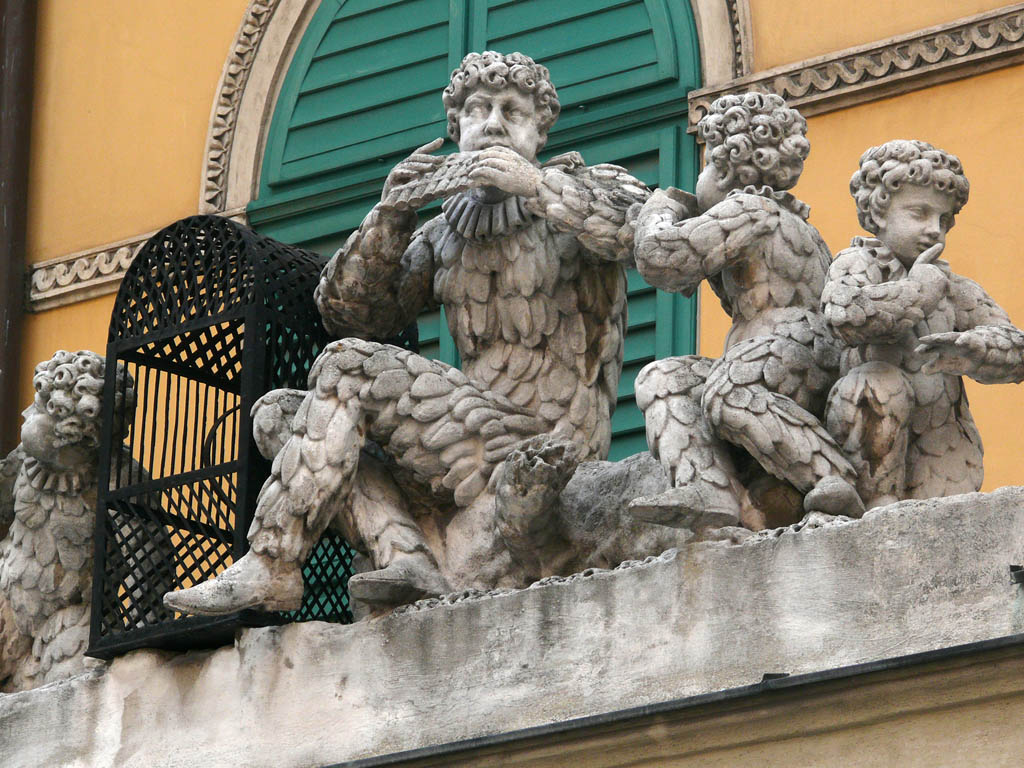
L'oiseleur et sa progéniture, Papagenotor du Theater an der Wien.

Barnaby Rudge doit certaines de ses caractéristiques à William Wordsworth et Walter Scott. Son accoutrement, peut-être aussi inspiré du Papageno de Die Zauber Flöte, rappelle en tous les cas les fripes qu'arbore le jeune Wordsworth à l'orée de l'escapade sacrilège que décrit son poème Nutting : « a Figure quaint, / Tricked out in proud disguise of cast-off weeds / Which for that service had been husbanded, / By exhortation of my frugal Dame-- / Motley accoutrement […] » (« Bizarre silhouette, / Fièrement déguisée d'hétéroclites rebuts / Que ma chiche gouvernante m'avait exhorté à garder ». Autre célèbre personnage susceptible de l'avoir inspiré, Madge Wilfire, alias Magdalen Murdockson, la folle que Scott met en scène dans The Heart of the Midlothian (Le Cœur du Midlothian), sorte de Marguerite faustienne vouée à la fantaisie, pathétique feu follet « virevoltant parmi les rudes guerriers ». De même que Madge a perdu la raison lorsque sa mère a tué son propre bébé (comme l'indique son nom, Murdockson [qui se retrouvera dans le Murdstone de David Copperfield], elle [ou il] est l'enfant d'un meurtrier), Barnaby a été amputé de la sienne par l'assassinat commis au moment de sa naissance. Enfin, semblable à l'autre malheureux que chante Wordsworth dans The Idiot Boy, sa mère lui est tout entière attachée et endosse les tracas pour l'en protéger. Ces deux attardés mentaux possèdent également en commun l'extase joyeuse de la nature, si souvent interdite au commun qu'accablent le souci et la peine.
D'un point de vue moral, Barnaby est un cas complexe : innocent par définition puisque né irresponsable, il n'en demeure pas moins l'un des acteurs du crime collectif perpétré contre d'autres innocents. Ce paradoxe s'illustre symboliquement par la relation qu'il entretient avec son corbeau Grip, au cri satanique : « I am the devil! » (« Je suis le diable ! »), qui reflète les pulsions démoniaques s'emparant de son maître. Pour autant, commente Gordon Spence, « Grip, pourtant l'incarnation de l'esprit malin », reste un oiseau amusant inspiré des corbeaux apprivoisés de Dickens, et son rôle n'est pas tant surnaturel que simplement comique, ses facéties, en effet, relâchant la tension née des épisodes sanglants ou mélodramatiques.
En dépit de ses ascendances littéraires, le personnage ne compte pas parmi les meilleures réussites de Dickens. Gordon Spence note qu'il s'exprime de façon littéraire et même stylisée, que ses composantes psychologiques « ne semblent pas organiquement reliées ». D'autre part, le soudain appétit pour l'or qu'il manifeste au chapitre LIV, en contradiction avec son désintéressement habituel, lui paraît être un procédé destiné à le relier artificiellement aux émeutes ; pour une fois, et c'est la seule, sa mémoire ne lui fait pas défaut, puisqu'il se souvient avoir entendu dire que des lingots étaient disséminés dans la foule.

#### Les modèles historiques
Lord George Gordon
George Gordon, bien connu des historiens, a été disculpé des accusations portées contre lui sous le chef qu'il n'y avait pas eu intention de trahison. Pendant son passage en prison, converti au judaïsme, il a laissé le souvenir d'un homme particulièrement dévot, celui d'un « tzadik », écrit Dickens, et les prisonniers ont apprécié son soutien et sa générosité, puisque, selon certains rapports, il dépensait jusqu'à son dernier sou pour leur venir en aide,. Dickens l'a pourtant jugé sévèrement : au cœur du roman, il fait dire à son narrateur que « [sa] nature présentait, et c'étaient là les pires caractéristiques qu'on décelait d'emblée, un penchant aux enthousiasmes trompeurs et à la vanité du commandement. Tout le reste n'était que faiblesse – faiblesse à l'état pur ». En somme, un falot, en proie à des forces qu'il déchaîne mais impuissant à les comprendre comme à les contrôler, un « Barnaby » à sa façon, aussi aisément manipulé que l'est l'idiot par Hugh, ce qui, ajoute néanmoins Gordon Spence, ne correspond pas tout à fait à la réalité.
Chester et Chesterfield
Philip Stanhope, 4e comte de Chesterfield, dont Chester se réclame, a bel et bien été copié par Dickens, comme le montre la similitude des patronymes (Chester, Chesterfield). Au chapitre XXIV, Chester lit les lettres de Chesterfield à son fils sur l'importance de « paraître empreint de religiosité et de vertu », tout comme des bonnes manières et du savoir-plaire, jusqu'à la dissimulation et la flatterie, afin de se pousser à la cour,,, toutes recommandations, suggère Gordon Spence, qui ne peuvent que plaire à un gentleman tel que Chester.
D'après Arthur Dudley, John Chester est remarquable surtout par le milieu dans lequel Dickens l’a placé. Gentleman « qui a plus fait qu’il ne faudrait pour se voir pendre à Tyburn », malfaiteur de la plus noire espèce, cachant ses crimes sous les dehors de l'élégance exquise, subjugué par les douces flatteries de la bonne société, c'est un dandy qui, de peur de se compromettre, refuse de sauver son propre fils, naturel, il est vrai, de la potence, et qui, lorsque s'ouvre la trappe, prend son chocolat le plus gracieusement du monde. C’est là le seul essai tenté par Dickens de reproduire les manières de la haute société anglaise, et encore l’action se passe-t-elle dans un temps éloigné et dans des situations exceptionnelles. Dickens montre ainsi qu’il « sait aussi bien faire tenir à ses personnages le langage des salons que celui des carrefours », et, ajoute Dudley, « pour maintenir ce ton en décrivant des événemens ordinaires, le talent ne suffit pas, il faut encore l’habitude de la langue qu’on veut parler ».
Gashford et Watson
Le secrétaire de Gordon, Gashford, ressemble à un certain Robert Watson (1746-1838) qui, après avoir combattu en Amérique, est devenu président de la London Corresponding Society fondée en 1792, puis, mais les sources restent floues sur ce point, aurait émigré à Paris pour servir de professeur d'anglais à Napoléon. Ce Robert Watson est l'auteur d'une Vie de Gordon dans laquelle, cependant, se rencontrent bien peu d'allusions aux événements de 1780. Barnaby Rudge consacre à Gashford un paragraphe dans son ultime chapitre, où il est noté que, vieil homme oublié, il a été découvert mort dans son lit quelque dix ou douze ans auparavant, l'enquête ayant conclu à un suicide par le poison. « Aucune indication quant à son nom », ajoute le narrateur, mais le carnet trouvé sur lui laisse à penser qu'il s'agit de l'ancien secrétaire de Gordon « au temps des célèbres émeutes ». De fait, le Times du 22 novembre 1838 rapporte le décès d'un certain Robert Watson dans une auberge de Thames Street, où l'homme a raconté la veille au tenancier avoir servi Lord George Gordon. « Dix-neuf blessures (wounds) avaient été trouvées sur son corps », ajoute le journal,.

#### Caractérisation des personnages
Chaque personnage représente un type de caractère bien défini, dont il ne se départ pas quelles que soient les circonstances. Margaret Drabble, dans sa brève analyse du roman, accole à certains un ou deux adjectifs résumant l'essentiel de leur personnalité. Ces qualificatifs ont une connotation essentiellement morale, Dickens, en effet, cherchant toujours, au-delà de sa satire humoristique, à édifier. Parmi les personnages principaux, Geoffrey Haredale échappe à cette règle, puisqu'il est simplement décrit comme « catholique romain », encore que ces deux mots, surtout le second (« romain » : qui reconnaît l'autorité papale) s'avèrent fatals lorsque éclatent les émeutes anti-papales (« no popery riots ») ; Chester, quant à lui, devient « a smooth villain » (« le méchant gentilhomme ») ; Barnaby est « half-witted » (« n'ayant pas tous ses esprits ») et sa mère « devoted » (« dévouée ») ; Hugh est qualifié de « savage » (« sauvage »), le serrurier Gabriel Varden devient « upright » (« droit » [jusqu'à la rigidité]), sa femme est « peevish » (« hargneuse »), Dolly « coquettish » (« coquette »), Simon Tappertit « aspiring and anarchic » (« ambitieux et anarchique), Miss Miggs « mean and treacherous » (« mesquine et traîtresse »). Quant au jeune Joe Willet, il apparaît sous l'excellent jour d'un « gallant son » (« fils valeureux »).
Le passé, refuge et cauchemar

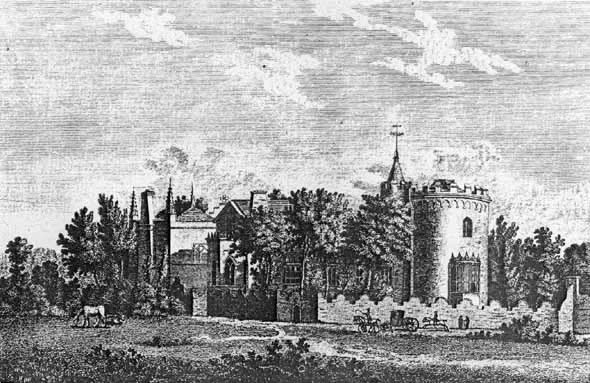
Strawberry Hill, de style « Renaissance gothique », qu'a fait construire Horace Walpole.

Les groupes familiaux s'identifient à un lieu auquel ils ressemblent. La robustesse chenue de l'auberge du Maypole appelle le lourd visage de John Willet, « où se lisent l'entêtement le plus profond et une certaine lenteur de compréhension » ; pas plus que le bâtiment ne bouge au cours des ans, le maître des lieux ne sait-il s'adapter au désir d'émancipation de son fils. Ici règne le passé, à la fois « consolation, charme et fardeau ».
Chez les Haredale, en revanche, le passé est depuis longtemps devenu un cauchemar. Le manoir qui les abrite, le Warren aux évocations souterraines, a des allures gothiques, « sinistre, silencieux, avec des cours à échos, des tours désolées et de longues enfilades de pièces fermées et croulant de moisissures […], un fantôme de maison […] », gothique englobant aussi l'étrange couple que constituent Mrs Rudge et son idiot de fils, sans compter le mystérieux intrus qui, à chacune de ses apparitions, pétrifie d'horreur le visage de la pauvre femme.
Mrs Varden et sa servante, Miss Miggs
Contrastant avec le gothique, apparaît une forme d'humour où se retrouve l'ancienne veine héritée du XVIIIe siècle, celle de Fielding et de Smolett. Ainsi, l'acariâtre Mrs Varden et son espiègle servante, Miss Miggs, rappellent Tabitha Bramble, la sœur du squire gallois Sir Matthew Bramble, et Win Jenkins, tous les deux convertis au méthodisme, dans le roman épistolaire et picaresque de Smolett, Humphry Clinker ; le narrateur de Barnaby Rudge ne se prive pas non plus de jouer avec Miss Miggs à la façon dont, avant lui, Fielding a traité Mrs Slipslop, la vieille fille de Joseph Andrews,.
Comme toujours, cependant, les réminiscences comiques se voient aspirées et puissamment renouvelées dans la fabrique dickensienne. Gordon Spence donne en exemple de cette métamorphose la scène du chapitre XXVII (A Perfect Character [« Un personnage parfait »]), p. 267-268, au cours de laquelle Mr Chester tente de rallier Mrs Varden à ses fins. Cette dernière, flattée et se posant en martyre, ne décèle pas la vanité condescendante de son interlocuteur, lui donnant même sans s'en rendre compte des verges pour la battre. Intervient alors la futée servante Miggs qui, jouant de la métaphore religieuse, puisqu'elle partage avec sa maîtresse la foi méthodiste, lui fait écho en répétant ses propos, tout en la guidant en sous-main par allusions et sous-entendus.
Comme pour l'auberge du Maypole, la famille Varden est présentée avec un luxe de détails destinés à créer, par sa densité, l'« effet de réel », ou l'« illusion référentielle » dont parle Roland Barthes, ici le sentiment d'une vie de tous les jours, somme toute calme malgré ses tensions d'ordre privé, avant que ne s'y greffe la conflagration imposée de l'extérieur. Au cours de ce prélude, cependant, la satire comique de Mrs Varden et de Miss Miggs sert, selon Gordon Spence, le dessein général du roman. Reprenant la thèse de Steven Marcus, il explique que Mrs Varden, en effet, utilise son protestantisme pour dominer son mari, homme d'excellente composition, et que Miggs lui apporte son aide tout en exerçant, selon une chaîne de pouvoir descendante, sa propre domination sur l'apprenti serrurier Simon Tappertit. Sim Tappertit, chef des Prentice Knights (« Chevaliers de l'apprentissage »), association qu'il a fondée et dont il est l'unique membre, souffre surtout de sa petite taille, et ne trouve maigrement à se consoler qu'avec le galbe supposé de ses jambes et l'acuité de son œil. Miss Miggs, elle, grande et mince, plutôt menue de poitrine, s'emploie à le ridiculiser en le renvoyant à son image de nabot épris d'une étoile, en l'occurrence la plantureuse Dolly Varden, donzelle que la nature a plutôt bien nantie. Or, précise Steven Marcus, c'est justement Sim Tappertit, le minus, qui va jouer un rôle déterminant dans les émeutes bientôt à venir, son activisme et sa cruauté se hissant alors à la hauteur des affronts précédemment infligés à sa virilité,.
Dolly, parangon des élégances

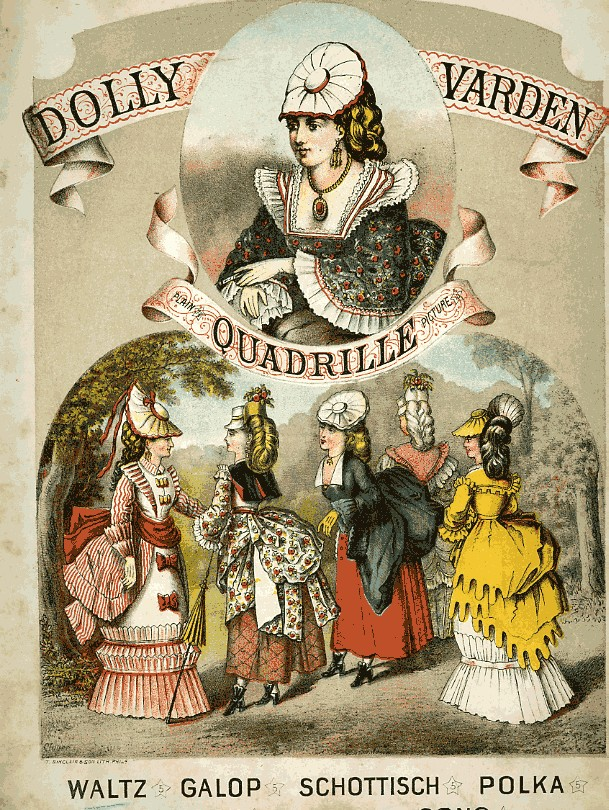
La mode Dolly-Varden, en couverture d'une partition musicale.

Le personnage de Dolly Varden a connu la gloire parmi les lecteurs de Dickens et au-delà, si bien, note Gordon Spence, que les bonnets dits Dolly-Varden ont fait les beaux jours de la mode pendant longtemps,. De fait, Dickens s'est obligé à assortir la garde-robe de la demoiselle à son charme dévastateur ; ainsi, son bonnet, justement, est décrit comme « le plus coquin et le plus provocant qui soit », son manchon comme « cruel », et ses bottines sont « à fendre le cœur ». Tous les critiques ne partagent pas cet enthousiasme, certains au contraire, déplorant que l'attrait qu'exerce la jeune fille repose sur une coquetterie qu'ils jugent artificielle.
De la pendaison comme l'un des beaux-arts
Dennis le bourreau représente l'amalgame de l'indignation et de l'humour dickensiens. Certes, Dickens professe son horreur du Bloody Code, cet ensemble de lois répressives dont s'est doté le royaume de 1688 à 1815 ; pour autant, il octroie à son exécuteur public toute liberté de s'extasier sur la « noblesse » de sa tâche. Sorte de clown aussi grotesque que sanguinaire, Dennis, vêtu de la dépouille des cadavres, glose sur l'esthétique de la potence : « Je me considère comme un artiste, s'exclame-t-il, un ouvrier de la fantaisie – l'art fait progresser la nature, telle est ma devise. » Là se révèle l'appât du macabre auquel Dickens succombe facilement et qui se retrouve dans presque tous ses grands romans. Les cadavres, les duels, les meurtres, les combats à mort, tels sont en effet certains des ingrédients hérités de la Newgate School of Fiction qui meublent ses intrigues dans Oliver Twist (Bill Sykes, le meurtrier de Nancy), Les Grandes Espérances (Magwitch et Compeyson, les deux forçats qui se battent à mort sous l'eau), Bleak House (Krook qui meurt de « combustion spontanée »), Our Mutual Friend (John Harmon, sorti noyé de la Tamise), The Mystery of Edwin Drood (Drood lui-même qui disparaît). Ce courant, où s'attardent des relents de littérature gothique, tire son nom de la prison de Newgate, et est représenté par des auteurs comme Mrs Gore (1799-1861), Bulwer Lytton (1803-1873), que Thackeray parodie dans « Novels by Eminent Hands » (Punch, 1847), et Ainsworth.

## L'histoire dans le roman

### Contexte historique

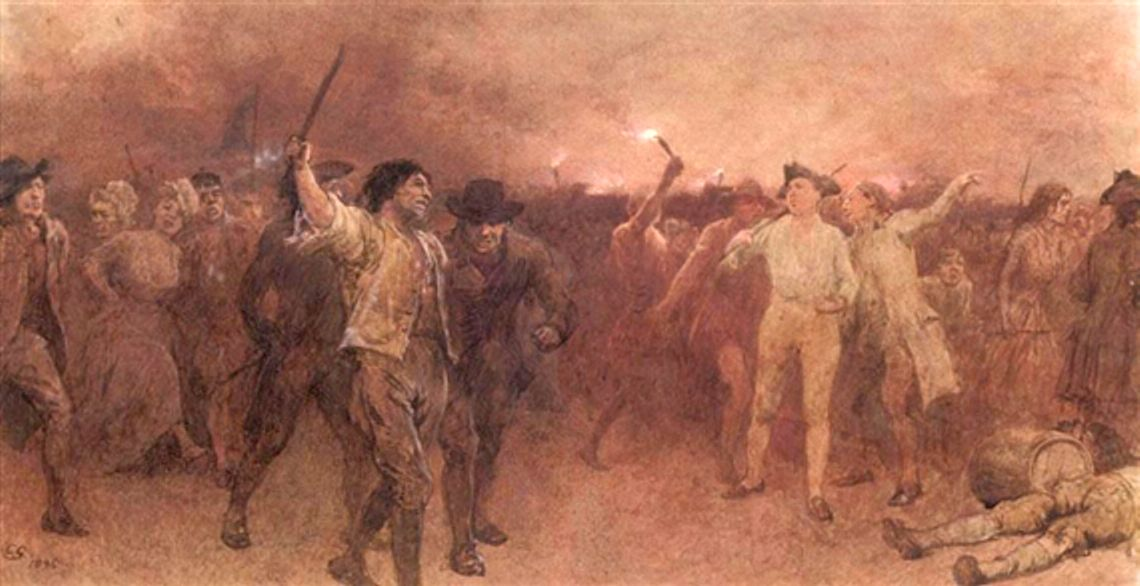
Les Émeutes de Gordon, par Charles Green (1840-1898).

Dickens a puisé aux sources d'une histoire datant d'environ soixante ans et ayant laissé de profondes traces dans la mémoire collective. Concentrées sur neuf jours, du 2 au 10 juin 1780 à Londres, les émeutes anti-catholiques de Gordon, dites Gordon Riots, ont en effet été d'une grande violence et ont provoqué des dégâts considérables. Elles ont pour origine le vote au Parlement d'une loi assouplissant les rigueurs imposées aux catholiques du Royaume de Grande-Bretagne. Depuis 1700, les catholiques sont soumis aux diverses interdictions et sanctions prévues par le Popery Act (loi sur le papisme), mais en 1778, sous l'impulsion de Sir George Savile, le Parlement vote le Papists Act (loi sur les papistes) qui assouplit leur régime, les dispensant, par exemple, du serment à l'Église d'Angleterre en cas d'engagement dans l'armée,. Les protestants et, en particulier, Lord George Gordon, élu président du puissant groupe extrémiste l'« Association protestante », font alors circuler une pétition pour l'abrogation de la nouvelle loi (Repeal of the Catholic Emancipation Act). L'un de leurs arguments les plus percutants est que les recrues d'origine irlandaise vont rallier les rangs ennemis des Français et des Espagnols, leurs coreligionnaires. Pour eux, vieux préjugé remontant à Elizabeth Ire, un catholique est forcément un traître incapable de rester loyal envers à la fois la papauté et la monarchie.
Les jours suivants, éclatent des émeutes sporadiques ; le Parlement, sous la pression d'une foule de 60 000 insurgés marchant sur les Communes et présentant les 140 000 signatures recueillies, ajourne son débat. Mais la violence ne cède pas : les 6 et 7 juin, les manifestants sont maîtres de Londres. Si on s'acharne sur les demeures des promoteurs de la nouvelle législation, celles du marquis de Rockingham, du duc de Devonshire, que défendent la milice, de Lord Mansfield, de George Savile, qui sont brûlées, partent aussi en fumée d'autres maisons sans réelle distinction de religion ou de nuance politique. La populace s'en prend de même aux édifices religieux catholiques, aux presbytères, aux sacristies. Le 8 juin, les « riches » commencent à s’organiser au sein d'une « association de défense », que soutient le Gouvernement et qui lève des milices. Il faut une semaine entière pour assembler ces nouvelles troupes, et les émeutiers, entre-temps, attaquent les prisons, dont Newgate, et libèrent les détenus. George III réclame l'intervention de la troupe, alors placée sous le commandement de John Wilkes, qui ordonne le feu. L’émeute, durement réprimée, commence à se calmer le 10 juin, après avoir coûté la vie à 290 personnes. Elle fournit le prétexte au blocage de tout mouvement réformiste dans le royaume pendant plus de vingt ans. Ce n'est qu'en 1829, en effet, que le Roman Catholic Relief Act (loi sur l'émancipation des catholiques) finalise cette libéralisation. Le bilan des pertes, outre les victimes directes des émeutes, s'élève à cent édifices d'obédience catholique détruits, 70 000 livres sterling d'indemnités versées à des tiers, 30 000 livres de dommages infligés aux biens publics ; vingt-cinq meneurs sont condamnés à la pendaison. Lord George Gordon, quant à lui, est acquitté du crime de trahison et relâché sans qu'aucune charge soit retenue contre lui.

### Traitement de l'histoire

#### À l'aune du chartisme des années 1830?
L'attitude de Dickens envers les événements de 1780 est souvent jugée à l'aune de ses réactions face au mouvement chartiste des années 1830. Ainsi, Humphry House prétend que les émeutes ont été pour lui non pas « quelque chose s'étant passé soixante ans auparavant, mais une réalité probable en 1840 ». Cependant, Gordon Spence réfute cette mise en rapport car, commente-t-il, « il est difficile de dire ce que fut son attitude envers le chartisme », encore que la crainte d'une insurrection ouvrière ait pu peser sur son choix d'un sujet. Certes, à en juger par les personnages de Barnaby Rudge entourant Lord George Gordon et jouant un rôle déterminant lors des folles journées de juin, Dennis le bourreau, l'immonde Hugh, le vicieux Sim(on) Tappertit, l'onctueux Gashford, les événements de 1780 ne jouissent pas de sa sympathie.

Émeutes chartistes.

Pour autant, le chartisme, mouvement politique né des déceptions ouvrières ressenties après l'adoption du Reform Act censé mettre un terme à la détresse sociale, s'est rapidement développé, « amassant sur sa route, écrit Asa Briggs, toutes les doléances locales et leur donnant voix en une agitation d'envergure nationale ». Ces luttes, en particulier leur rejet du Poor Law Amendment de 1834, n'ont pu que bénéficier du soutien moral de Dickens, lui qui mène sans cesse campagne contre la misère et l'exploitation. En revanche, précise A. R. Schoyen, il s'est aussi alarmé de la violence potentielle des chartistes prônant l'usage « de la force physique » et prenant modèle sur les révolutionnaires français de 1789.
La différence, cependant, entre le rendu des événements ayant conduit à l'éruption de juin 1780 et la réalité des faits suscitant le soulèvement de 1840 est, selon Gordon Spence, « flagrante ». Il cite à ce propos, un extrait du chapitre XXXVII consacré à George Gordon, le principal personnage historique, dans lequel, de surcroît, Dickens glisse la justification du trou structurel des cinq années manquantes du récit :

« Tout comme il s'est montré au lecteur, il s'était montré de temps à autre au public, puis avait été oublié en l'espace d'une journée ; tout aussi soudainement qu'il fait irruption dans ces pages, après un vide de cinq longues années, il s'est, avec ses manigances (proceedings), imposé à des milliers de gens, occupés dans l'intervalle par les choses de la vie et qui, sans être ni sourds ni aveugles à ce qui se passe, n'avaient qu'à peine pensé à lui. »

Ces quelques lignes placent la responsabilité des violences sur un seul homme, auquel se joignent des hurluberlus « fanatiques et grotesques », bien différents des agitateurs de 1840 dont les griefs, concernant en particulier les nouveaux hospices traités de « nouvelles bastilles » et la misère des tisserands à façon poussés au suicide par les manufactures, sont, comme le souligne à l'époque Carlyle, bien réels : « soif de justice, salaires décents, déshumanisation des travailleurs ».
D'ailleurs, Dickens et Carlyle se sont rencontrés en mars 1840, et le romancier a lu le pamphlet de son confrère, comme l'atteste une lettre à John Overs d'octobre 1840. Il n'a pu aussi qu'approuver la théorie avancée dans son The French Revolution (« La Révolution française »), qu'il emporte, écrit-il, partout avec lui, celle de « l'élément diabolique » d'une populace en délire, ce besoin de victimes expiatoires qu'analyse René Girard dans Je vois Satan tomber comme l'éclair, ce « mécanisme victimaire », les sacrifiés servant d'exutoire à la colère, à l'angoisse ou à la panique. Dans Barnaby Rudge, une fois la machine emballée, telle est bien la conduite de la foule, différente de celle des rassemblements chartistes qui, « anarchie désembastillée » selon la terminologie de Carlyle, se rebellent contre « l'Autorité usée et corrompue » (majuscule de l'auteur).

#### Sir Walter Scott en prototype?

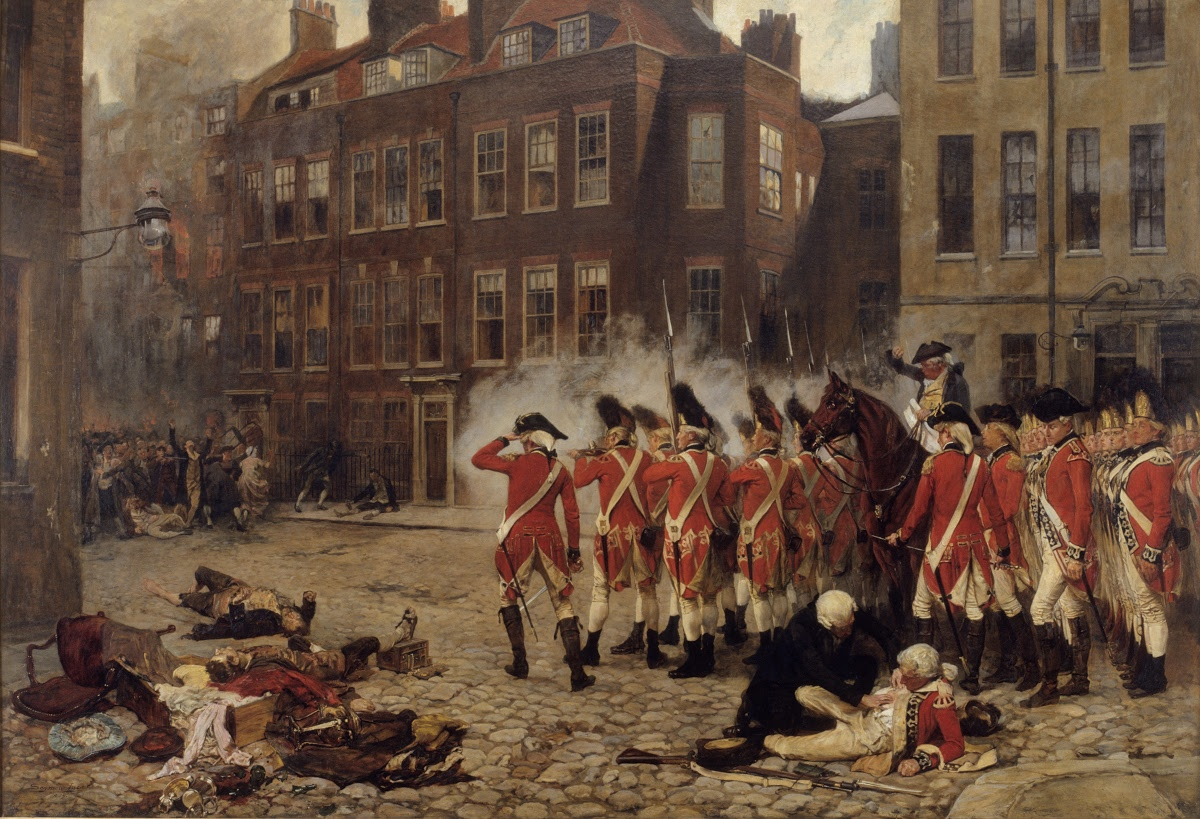
Gordon Riots.

Certes, Dickens a, autant que faire se peut, reproduit les événements de juin 1780. Pourtant, certains critiques pensent qu'il s'est beaucoup inspiré de certains exemples littéraires, en particulier de Walter Scott. Ainsi, Kathleen Tillotson écrit que l'assaut du tollbooth,, au début de The Heart of the Midlothian, est le prototype de l'incendie de Newgate dans Barnaby Rudge. À la différence, ajoute Gordon Spence, que chez Scott cette action est menée manu militari par des conjurés comme un raid de commandos (chapitre VI), alors qu'avec Dickens, l'assaut résulte d'une escalade de fureur s'emparant d'une foule exacerbée. Dickens compare ce délire collectif à une mer dont la houle reste imprévisible,.

#### Une fidélité toute romanesque
Prééminence de la sphère privée
Au vrai, cette fidélité aux événements, si elle est affichée,, n'est sans doute pas prioritaire pour Dickens. Dans The Oxford Companion to English Literature, Margaret Drabble le cite qui écrit : « Mon propos a été de rendre l'impression des multitudes en proie à la violence et à la fureur ; et même de perdre mes propres dramatis personae dans la multitude… » De fait, il ne se préoccupe guère de l'aspect légal et politique, préférant se concentrer sur la violence qui émaille les journées d'émeute. Il en scinde le déroulement géographique en deux lieux différents, la capitale et la campagne, cette dernière, par sa proximité, permettant de prolonger le déchaînement et aussi de le doter d'un cachet local. La petite communauté villageoise fait alors écho aux conflagrations avec quelques points de fixation, l'atelier du serrurier (Varden), la demeure patriarcale d'une famille (Haredale), la maison de Mrs Rudge (Barnaby) et surtout l'auberge du Maypole (Willet), moyeu d'où rayonnent les intervenants et se croisent les faits.
Le monde institutionnel à la portion congrue

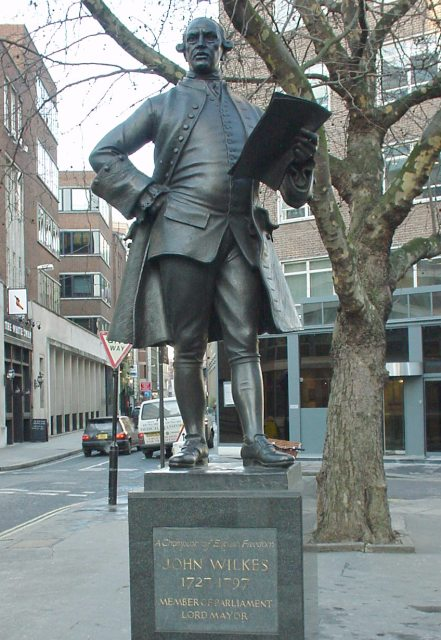
John Wilkes, écarté du récit.

Ainsi, le monde institutionnel n'est représenté que par deux personnages, George Gordon bien sûr, mais surtout John Chester (plus tard Sir John), encore que ce dernier apparaisse plus en père qu'en dirigeant. C'est lui qui, pour des raisons autant privées que publiques et dans le secret des manipulations qu'il exerce sur Hugh et Gashford, fomente les troubles. Seules, cependant, les raisons privées, essentiellement sa haine de M. Haredale, sont exploitées en termes de fiction par Dickens. Le narrateur fait parler Chester dans des interviews, insiste sur son accent si parfaitement rendu, donne de brefs aperçus de sa vie sociale. Par exemple, au chapitre XXIV, il écrit : « De telles trivialités ne méritent qu'un bref regard, cela suffit. » Pourquoi ce ton cavalier de la part de Dickens ? Sans doute, écrit Gordon Spence, parce qu'il n'a pas encore exploré la vie mondaine des hautes classes à la fin du XVIIIe siècle, non plus que leurs intrigues politiques, ce qu'il fera pour Bleak House dans lequel Sir Leicester Dedlock acquiert une véritable stature comme mari, père et hôte, mais aussi en tant que dirigeant.
Un autre personnage historique ayant joué un rôle important dans les « émeutes de Gordon » a été volontairement ignoré par Dickens : le magistrat John Wilkes (1725-1797), qui s'est illustré par la férocité de sa répression. Dans sa lettre à John Landseer, il déclare l'avoir écarté parce qu'« il est pratiquement indispensable que, dans une œuvre de fiction, les personnages actifs dont la responsabilité a été importante lors des catastrophes appartiennent à la Machinerie de l'Histoire [majuscules de l'auteur], et il convient d'éviter l'introduction vers la fin, où il y a en général beaucoup à faire, de nouveaux acteurs dont on n'a jamais entendu parler ». Autre précision significative : la mise en scène de ce magistrat aurait exigé des recherches supplémentaires, alors que la rédaction est déjà bien avancée, et « les émeutes doivent suivre leur cours tête la première, pêle-mêle, sinon elles perdent leur effet ».

#### Des détails topiques
Cela dit, Dickens a pris soin de parsemer ses pages de nombreux détails significatifs authentiques. 
La marche des émeutiers

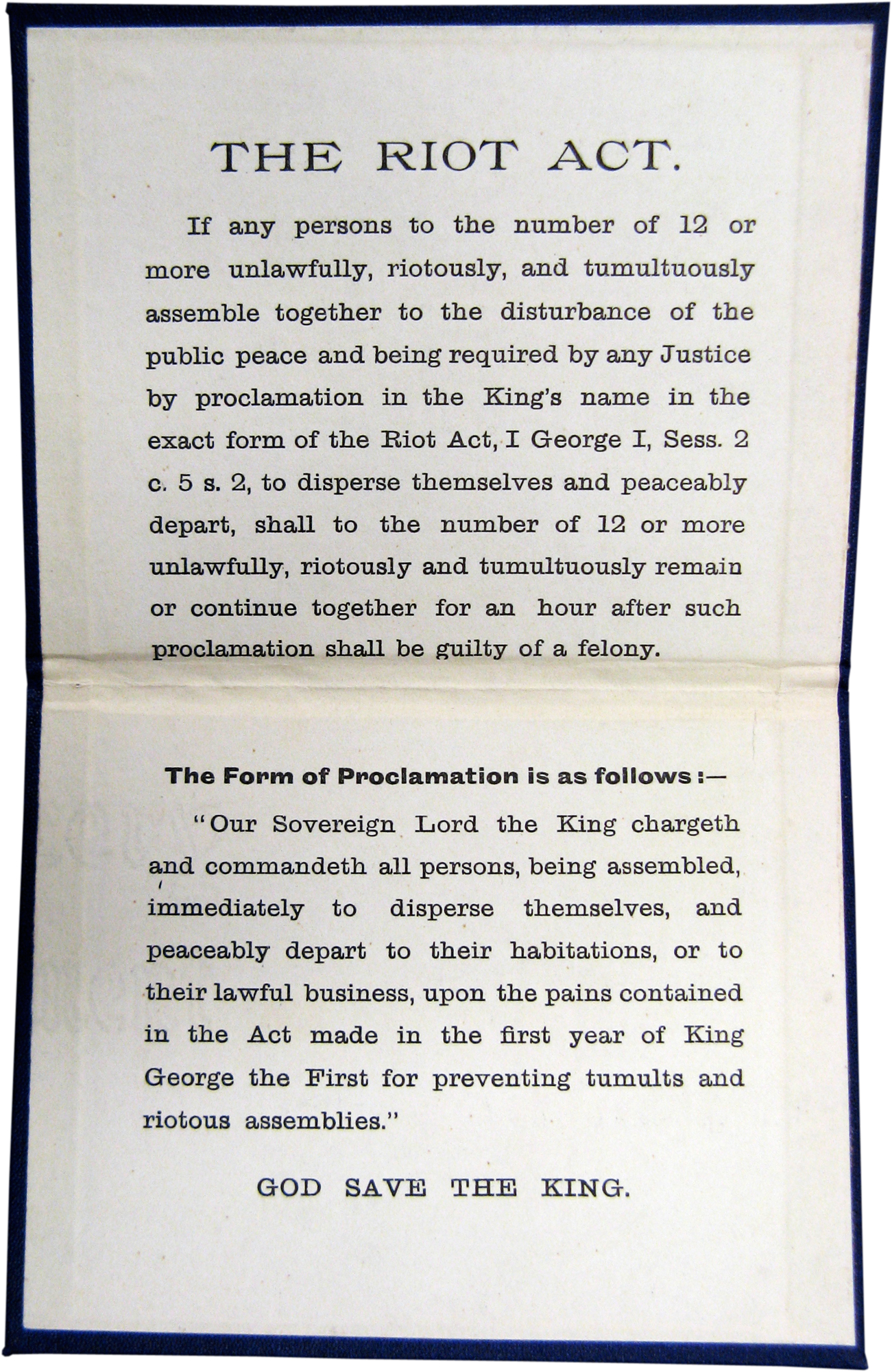
Le Riot Act (La proclamation publique figure en bas de page).

Si les exactions contre le Warren et l'auberge Maypole ont été inventées par Dickens, les mouvements des foules londoniennes, ce qu'il appelle lui-même « les outrages principaux » (the principal outrages) s'appuient sur une solide documentation ; ainsi, l'avancée des petitioners sur le Parlement, l'incendie de Newgate et de la distillerie Langdale. Pour autant, surtout au chapitre LXVII, alors que l'historien supposé se fait chroniqueur de la séquence des faits, il intercale ici ou là quelques commentaires invitant le lecteur à partager son étonnement (amazement). Il y a là un dosage subtil par lequel le romancier se transporte en amont, donne l'illusion qu'il le vit in medias res, mais préserve le recul indispensable à la recréation, voire, comme le dit Michelet, la « résurrection du passé ».
La « proclamation publique »
Autre exemple, conformément au Riot Act (« loi sur les émeutes ») bien connu des Anglais, voté en 1714 et stipulant qu'en cas d'émeute, la foule doit se disperser une heure au maximum après sa lecture publique, la proclamation est effectivement faite dans Barnaby Rudge avant que ne s'ouvre le feu :

« Our Sovereign Lord the King chargeth and commandeth all persons, being assembled, immediately to disperse themselves, and peaceably to depart to their habitations, or to their lawful business, upon the pains contained in the act made in the first year of King George, for preventing tumults and riotous assemblies. God Save the King!.
 
(Notre Souverain le Seigneur Roi enjoint et ordonne à toutes les personnes assemblées de se disperser sans délai, et de regagner leur logis et de reprendre leurs occupations légales dans le calme, sous peine des sanctions prévues par la loi datant de la première année du règne de George, relative à la prévention des troubles à l'ordre public et des rassemblements insurrectionnels. Que Dieu sauve le Roi !) »

Les extraordinaires propos du bourreau
De même, il affirme que les extraordinaires propos tenus par Dennis le bourreau sur la prospérité de son « art » « sont fondés sur la Vérité et ne relève pas de l'imagination de l'Auteur, n'importe quelle liasse de vieux Journaux ou vieil exemplaire du Registre Annuel (Annual Register) le prouveront avec une déconcertante facilité » (les majuscules sont de Dickens).
La pertinence historique

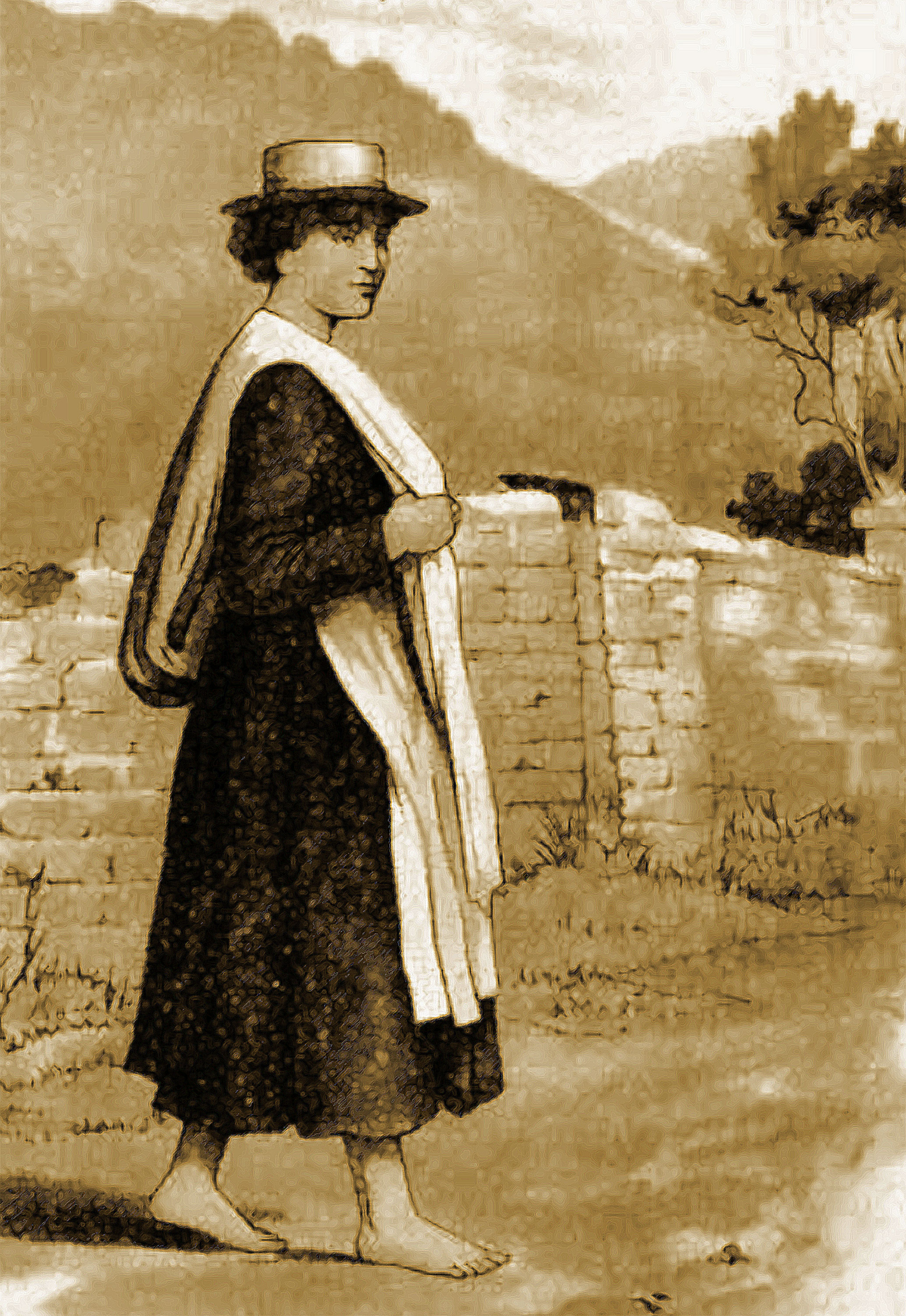
Mary Jones (couverture de livre).

Quelques phrases, dispersées dans le récit des troubles, concernent des faits précis ; par exemple, à la page 339, il est écrit : men across the border (les hommes d'au-delà les frontières). Il s'agit d'une référence à des événements de 1779 : alors qu'il était question d'étendre le Relief Act à l'Écosse, des violences ont été perpétrées contre des biens appartenant à des catholiques d'Édimbourg et de Glasgow, ce qui a conduit le gouvernement à retirer son projet. George Gordon, alors président des associations protestantes d'Écosse, déclare au parlement le 25 novembre 1779 : « Les indulgences octroyées aux papistes ont alarmé le pays tout entier […] ; le gouvernement risque de se trouver avec 120 000 hommes à ses trousses, dont l'ardeur surpasse la sienne dans leur détermination. » À la page suivante, a minister's bribe (un pot-de-vin de ministre) fait lui aussi référence à un événement authentique, la récompense de 1 000 £ promise par le Premier ministre Lord North au duc de Gordon pour qu'il persuade Lord George de démissionner de son siège. En fait, pour ces sources, Dickens puise dans l'ouvrage Anecdotes of the Life of George Gordon, publié avec le Narrative (Récit) de Holcroft aux pages 60–61,.
Le cas de Mary Jones, souvent évoqué par le bourreau Dennis, semble l'avoir particulièrement intéressé, puisqu'il y revient longuement dans sa préface : « Même le cas de Mary Jones, écrit-il, évoqué avec tant de jubilation par le même personnage [Dennis], ne résulte pas d'une invention de ma part. Les faits [la pendaison pour chapardage de tissu] sont ici relatés exactement comme ils l'ont été à la Chambre des Communes », et pour corroborer ses dires, il cite l'adresse au Parlement de Sir William Meredith sur la question, « Où il est question de fréquentes exécutions », prononcée en 1777,.
Quelques anachronismes
Malgré ses efforts de véracité, Dickens commet parfois quelques anachronismes de détail. Ainsi, pour n'en citer que deux, mais Gordon Spence en recense d'autres au fil de ses notes, il est question à la page 367 du chapitre XXXIX de a seven-shilling piece (pièce de sept shillings) ; en fait, les pièces d'or de sept shillings n'ont pas été frappées avant 1797, soit dix-sept ans après les émeutes. Ou encore, page 486 du chapitre LIII, Saturday night aurait dû être Friday night, nuit pendant laquelle ont été détruites les chapelles de Sardaigne et de Bavière (Sardinian and Bavarian chapels),.
L'érudition
Il n'empêche que le texte regorge de précisions historiques donnant les noms exacts du lord-maire, des ministres, etc., les fonctions, les armes, l'architecture des bâtiments, la consistance des boissons, les plantes (par exemple au chapitre IX, page 120, la mention de henbane (Hyoscyamus Niger), poison aux effets narcotiques), le tout émaillé de nombreuses citations tirées de Shakespeare, des poètes romantiques, en particulier Wordsworth, de poètes latins ou grecs, Horace, Homère, Sénèque, etc., de la Bible (les Psaumes, les Évangiles, l'Ancien Testament), érudition dont rendent compte les Notes de T. W. Hill, publiées dans le Dickensian aux volumes LL-LIII de 1954 à 1957.

### L'ambiguïté face à la violence
Pour certains critiques, l'attitude de Dickens face à la violence des masses reste, dans Barnaby Rudge, ambiguë. Philip Collins souligne que les lettres déjà citées à John Forster témoignent de ce qu'il appelle « une sympathie d'imagination avec la foule ». Cette sympathie, cependant, toute nécessaire qu'elle soit pour la création artistique, se combine avec un sentiment d'horreur devant « la rage incoercible et maniaque de la populace ». Henry Crabb Robinson (1775-1867), le célèbre diariste, note dans ses carnets, après avoir lu les passages concernés, que « le rendu de la foule de Gordon lors des émeutes […] ressortit à la vérité poétique, qu'il soit historique ou non ».
Maxime Prévost, cependant, analyse cette question en soulignant d'abord que la violence émane des miséreux, semblables à ceux de la cour des Miracles dépeinte par Victor Hugo, the mob (titre du chapitre LXIX, p. 449), the populace ou the crowd ; il s'agit là, explique-t-il, de la « canaille urbaine », que Georges Bataille situe au bas de « l'hétérogène social », alors que people (peuple) est réservé au « contexte d'obéissance pacifique » ; puis il montre que cette multitude devient un océan, métaphore souvent utilisée en littérature, par exemple chez Hugo (Les Chants du crépuscule), Tolstoï (Guerre et Paix) ou Scott (The Heart of the Midlothian) ; enfin, il relève la jubilation qui la traverse, avant de se changer en rictus sardonique sur le visage des condamnés, celui de Sim Tappertit, celui de Hugh, sans compter les éclats de Barnaby, « forcenés et incontrôlables ». Foule, donc, à la fois « hilare et lugubre », qui, en réalité, est l'embryon d'un corps social apaisé, le « peuple », même dans le roman quand, après le tumulte, elle applaudit frénétiquement à la grâce de Barnaby. En conclusion, il cite Louis Chevalier qui a relevé un changement dans la représentation du crime au XIXe siècle, « la thématique criminelle devenant thématique sociale dans les années 1840 », c'est-à-dire que, dans la conscience d'une grande partie de la population lettrée, le crime, « au lieu d'être issu de la perversité de l'individu, découle de la perversité de l'ensemble du corps social »,.

## Forme narrative et manière d'écrire

### Les exigences de la fiction
Simplement racontée de façon chronologique, l'histoire mouvementée de Barnaby Rudge ne satisfait pas les exigences de la fiction. Dickens a besoin de mystère et de suspense pour tenir son lecteur en haleine. Ce dernier est donc constamment sollicité pour que s'aiguise sa curiosité : ignorant les relations qu'entretiennent les personnages, il est tenu à l'écart des véritables circonstances du meurtre, ne sait rien de la substitution des vêtements sur le second cadavre, qu'il apprend seulement par la confession de Rudge en prison ; aussi est-il sans cesse conduit à se poser des questions : qui est l'étranger de retour ? Pourquoi Mrs Rudge agit-elle si bizarrement ? Quelles sont les raisons de la persécution dont elle est l'objet ? Quel est ce prétendu fantôme qui effraie Solomon Daisy ? Pourquoi Haredale se conduit-il si magnifiquement par la suite ? Avec le recul, pourtant, il peut vérifier que chaque page ou presque contient des indices révélateurs ou, parfois, un leurre, tel le compte-rendu de la rencontre avec le « fantôme » qui porte à croire que l'apparition est celle de Reuben Haredale, la première victime du double meurtre :

« C'était un fantôme, un esprit, s'écria Daisy. De qui ? demandèrent-ils tous à la fois. Étreint par l'émotion, il retomba tout tremblant sur sa chaise et agita la main comme pour prier qu'on ne lui posât plus de questions. La réponse se perdit dans le brouhaha, sauf pour le vieux John Willet qui était assis à ses côtés. - Alors, qui ! crièrent Parkes et Tom Cobb, c'était qui ?
- Messieurs, dit Mr Willet après une longue pause. Inutile de le demander. Cela ressemble fort à l'homme qu'on a assassiné. Nous sommes le 19 mars.
Un profond silence s'ensuivit. »

### Confusion ou art suprême?

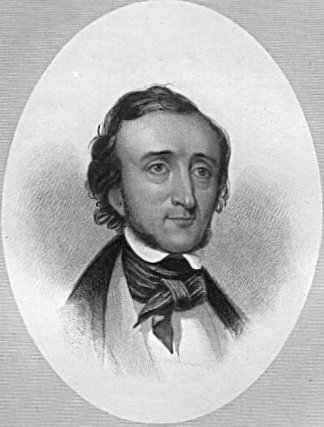
Edgar Allan Poe en 1845, par John Sartain d'après une huile de Samuel Stillman Osgood.

De fait, une fois averti, le lecteur ne peut qu'admirer, comme l'écrit Edgar Allan Poe, la façon dont le récit « fuse dans toutes les directions comme autant d'étoiles ». Pourtant, remarque encore Poe, le mystère ne se garde qu'au prix de pieux mensonges. Ainsi, au début du roman, il est dit que « le corps du pauvre Mr Rudge, le majordome, a été trouvé des mois après le forfait ». Certes, il s'agit de la version que présente Solomon Daisy, apparemment partagée par toute la communauté ; il n'en demeure pas moins que la lecture doit être particulièrement avisée pour remarquer que, d'aucune façon, le narrateur ne s'exprime en son nom propre. En revanche, lorsque Mrs Rudge est invariablement qualifiée de « veuve », c'est bien sa voix qui se fait entendre. Pour autant, que le doute puisse exister dans l'esprit du lecteur semble être chose entendue, ce que corrobore la publication, dès le 1er mai 1841 par le Saturday Evening Post, alors que l'histoire vient juste de commencer, d'une mise au point d'Edgar Allan Poe, justement, précisant qui est qui et en relation avec quoi.

### Une greffe artificielle
En dépit de la préface de Dickens qui évoque la « nécessité » d'introduire dans le récit les émeutes de Gordon pour leurs « remarquables et extraordinaires caractéristiques », à en croire Edgar Allan Poe, elles restent ce qu'il appelle une afterthought (idée après coup), « ne possédant à l'évidence aucun lien de nécessité avec l'histoire ». De fait, « dans un résumé de l'histoire, écrit-il, les exactions de la populace peuvent sans dommage être traitées en un seul paragraphe ». Et pourquoi, demande encore Poe, l'action qui se déroule normalement se voit-elle d'un coup « projetée en avant de cinq années ? » ; à cela, aucune raison valable, ce n'est même pas pour que les amoureux deviennent des adultes, ils le sont déjà : Edward Chester a 28 ans, Emma n'est pas loin « de figurer sur la liste des vieilles filles ». Non, ajoute-t-il, cela ne sert qu'à « amener les acteurs du drame tout près d'une période remarquable, idéale pour un admirable étalage [de virtuosité narrative] ».
Poursuivant son analyse, Poe assigne ce « désavantage » à la publication en feuilleton hebdomadaire qui rend difficile l'organisation d'un récit de A à Z, incite à l'indécision qu'induisent les réactions du public, conduit à changer certains personnages contre nature et laisse nombre de points potentiellement importants sans réponse. Ainsi, le langage si élégant et si châtié du vieux Chester jure avec l'odieux intrigant qu'il devient, et la mégère des Varden se convertit contre toute vraisemblance en épouse modèle – sa punition, nous dit-on ironiquement. D'autre part, certaines exclamations ou descriptions de Solomon Daisy, entre autres, ne cadrent pas avec le dénouement, sans qu'il soit jamais expliqué s'il les a inventées ou s'il a été victime d'une illusion.
Poe recense aussi toute une série d'incohérences concernant les personnages ou le texte : par exemple, l'énormité des remords tardif de Rudge en totale contradiction avec sa brutalité ; Chester, dont le rôle est si néfaste, qui s'emploie à dominer le grossier Hugh et n'obtient de lui que le chapardage d'une lettre ; ou encore l'exultation sanguinaire de Barnaby lors des violences londoniennes, alors qu'il est depuis toujours en proie à la phobie morbide du sang ; la monstruosité du meurtre de Reuben Haredale qui pâlit au regard des horreurs commises en masse, etc. Cela, Poe l'attribue au fait que le secret qu'impose l'ordonnance du récit sur les détails de l'assassinat, mine l'effet recherché. Alors que le récit aiguise la curiosité des lecteurs, rien ou presque – ou alors de simples suppositions et des fausses pistes – ne leur est offert qui soit susceptible de satisfaire leur attente. La révélation, lorsqu'elle arrive enfin, noyée dans l'éructation exacerbée des émeutes, ne peut que s'avérer décevante, une « chute », au sens propre du terme, « extraordinairement faible et sans effet », conclut-il.
Tel est donc essentiellement le point de vue d'Edgar Poe, analyste à chaud de Dickens ; Gordon Spence, lui, reflétant l'opinion de critiques de la fin du XXe siècle, voit au contraire dans cette structure narrative la mise en œuvre d'un schéma cohérent et l'accomplissement d'une maîtrise technique consommée.

### Famille et société: même déchirement
En effet, émeutes et affaires privées sont reliées, explique-t-il, par une correspondance intime sans doute non décelable au premier abord.

#### Microcosme et macrocosme
Il existe un parallèle entre le microcosme de la famille et le macrocosme de la société. Si la famille se déchire, comme chez les Willet où le jeune Joe n'a d'autre issue pour fuir l'entêtement de son père que de s'engager pour l'outre-mer, c'est que l'amour y fait défaut et que la gouvernance y est mauvaise ; de même, l'oppression politique et la négligence sociale, que représente Sir John Chester, à la fois juge de paix et parlementaire, plombent les administrés au lieu de les élever au-dessus de leur misérable condition ; alors, la foule exacerbée se comporte en « bête sauvage en vue de sa proie ». La « mauvaise disposition » du fils est semblable à celle du peuple, et il suffit d'un éclair de courroux, l'ultime dispute chez les Willet, le stupide cri No Popery de Lord Gordon, pour que s'instaurent, avec une aisance dont seul, selon Gordon Spence, « le lecteur peu perceptif est surpris », le fracas, l'éclatement dans la famille, et à Londres, la sauvagerie. En somme, Dickens a tendance à voir en chaque individu ou en chaque groupe social, quelle que soit leur charge héréditaire ou historique, un « innocent », aux deux sens du terme : qui ne sait et qui ne nuit, mais que corrompt un environnement défavorable.

#### Parallèles et contrastes
En fait, toujours d'après Gordon Spence, « dans Barnaby Rudge, Dickens dramatise son attitude ambiguë envers l'autorité et la rébellion », et cela passe par « une série de parallèles étroits et de contrastes forts entre les relations familiales de la première partie et la sphère publique des chapitres médians ».
Pour ce faire, Dickens part d'Edward Chester qu'il va peu à peu entourer d'un cercle de rapprochements avec certains personnages qui, à leur tour, appellent diverses comparaisons finissant par rejoindre les premières. 
Premier cercle, Joe Willet et Edward Haredale, victimes de pères fautifs
Il le place d'abord en regard de Joe Willet, comme lui victime du sinistre étranger qui a frappé l'un et volé l'autre. Leur point commun est d'avoir, quoique de différente façon, des pères fautifs. Puis, il oppose ce dernier à Simon Tappertit, l'un prêt à braver l'interdit paternel et l'autre en passe de laisser « ses esprits bouillonnant s'échapper de l'étroit baril de son corps ». D'après Steven Marcus, « la situation de Joe reproduit objectivement l'imagination subjective de Sim [Tappertit] ». Pour autant, l'autorité bornée de John Willet s'oppose au bon sens généreux de Gabriel Varden qui agit in loco parentis pour l'apprenti serrurier. Dans le cas de Joe, la contrainte est familiale, dans celui de Sim, elle est innée, ce dernier se trouvant « empêché par la nature d'accéder jamais à une véritable virilité ».
Deuxième cercle, Barnaby et Hugh, héritiers de tares paternelles
Autre rapprochement, l'idiot Barnaby et le « centaure » Hugh, que John Willet juge « bestial », « aux facultés mises en bouteille et bouchonnées », et dont il accable la mère, qu'on a pendue pour recel de billets contrefaits. Or, si Hugh maudit son père qu'il ne connaît pas, il reste loyal envers le souvenir de sa mère, tout comme Barnaby est dévoué à la sienne et a déjà eu maille à partir, ne serait-ce que par procuration, avec son père dont l'identité ne lui a pas été révélée, celui-là même qui, comme y fait allusion le chapitre XVII, a attaqué Edward Chester. Lorsque le lecteur découvre qui est le vrai père de Hugh, il se rend compte, assure Gordon Spence, « à quel point l'analogie entre une société déchirée par des émeutes et les relations qu'entretiennent Hugh et Barnaby avec leur père est pertinente ». En effet, le pouvoir central est en faillite à Londres, et les deux comparses, altérés par les carences irresponsables ou criminelles de leur géniteur, prennent la tête de la barbarie. Tels sont les « formidables personnages » (« great people ») que le lord-maire de Londres voit « à la base de ces émeutes ».
Troisième cercle, Gabriel Varden et Geoffrey Haredale, bourreaux des cœurs de leurs enfants
Poursuivant son analyse, Gordon Spence souligne qu'aux chapitres XIII et XIV, Dickens met cette fois en parallèle Gabriel Varden et Geoffrey Haredale, respectivement parent et tuteur des jeunes filles qu'aiment Joe et Edward. Dans les deux cas, l'intimité des amants est contrariée par les interventions paternelles, Gabriel Varden répercutant ses propres ennuis conjugaux sur son fils, et Haredale s'avérant incapable de surmonter sa haine de Chester. Cette commune cécité parentale engendre d'autres conséquences : bientôt apparaît la paire Hugh et Sim Tappertit, liés par la déception amoureuse, qui se rendent disponibles pour les noirs desseins de Chester ; Tappertit accentue ainsi par sa jalousie la frustration d'Edward et de Joe, et Hugh, poussé à la soumission par un chantage affectif, aide son protecteur à brimer Edward.

#### Le retour des choses
Le parallèle entre Joe et Edward atteint son paroxysme lors de leur rébellion à la fin de la première partie ; et lorsque, écrit Gordon Spence, les deux hommes réapparaissent au chapitre LXVII, le lecteur les retrouve naturellement du côté de l'autorité établie, tandis que Sim et Hugh ont basculé vers les barricades. Les rôles se sont inversés mais restent fidèles au schéma premier : les victimes des abus parentaux protègent désormais la loi et l'ordre public, garants de liberté ; les autres persistent à servir le corrupteur, en l'occurrence Chester, dont l'ambition « promet tout sauf une libéralisation sociale ».
Les fils de l'histoire se rejoignent finalement car, par une série de signes, comme l'atmosphère des lieux (le Warren, le Maypole), les visions prémonitoires (de Solomon Daisy, de John Willet), les apparentes coïncidences, etc., le meurtre commis autrefois (vingt-sept ans auparavant) au Warren sert de matrice aux exactions du jour et se trouve même revécu lors de l'ultime passage de Rudge sur les ruines calcinées. En somme, l'histoire s'est bien répétée et le privé est devenu public, sans que se démêlent d'emblée les ingrédients de l'un comme de l'autre.

## Adaptations du roman

### En littérature
Le poème d'Edgar Allan Poe et ses dérivés

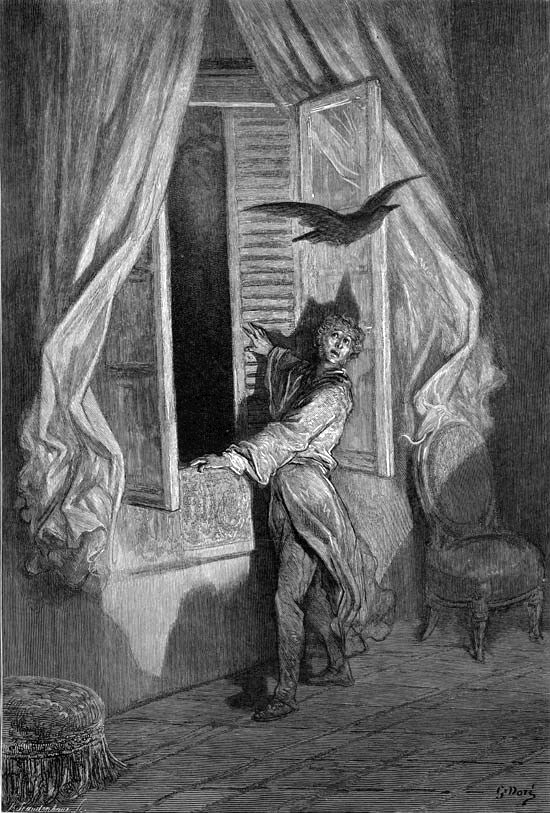
« Il ne fit pas la moindre révérence, il ne s’arrêta pas » (strophe VII), illustration de Gustave Doré (1884).

Grip le corbeau a inspiré le poème le plus célèbre d'Edgar Allan Poe : The Raven (Le Corbeau). Poe avait écrit un compte-rendu de Barnaby Rudge pour le Graham's Magazine, dans lequel il disait entre autres que le corbeau aurait dû servir de symbole prophétique dans le roman. De fait, à la fin du chapitre V, Grip fait du bruit et une voix se fait entendre : « Qu'est-ce que c'était ? C'est lui qui tapait à la porte ? », et fuse la réponse : « C'est quelqu'un qui cogne doucement au volet » (« What was that – him tapping at the door? » et « Tis someone knocking softly at the shutter »,.
À son tour, le poème de Poe a inspiré de nombreux artistes. Il a été repris par la série Les Simpson dans l'épisode Simpson Horreur Show au cours de la deuxième saison, ainsi que par Alan Parsons sur son disque Tales of Mystery and Imagination dans la chanson The Raven. 
Il a été référencé dans l'épisode Raisins de la série South Park, par le groupe Omnia. 
De plus, il a inspiré le personnage de Lenore, de Roman Dirge et un film de Roger Corman, Le Corbeau, avec Vincent Price, Peter Lorre, Boris Karloff et Jack Nicholson dans un second rôle et les paroles de la chanson Initials B.B. de Serge Gainsbourg. Enfin, il a été emprunté par le catcheur Raven Scott Levy qui termine ses interviews par la citation qui clôt la strophe VIII : « Quoth the raven, Nevermore » (Le corbeau dit : plus jamais).

### Au cinéma
Un film muet a été réalisé en 1915, avec Tom Powers dans le rôle de Barnaby Rudge, Violet Hopson dans celui d'Emma Haredale, Stewart Rome dans celui de Hugh Maypole, avec Chrissie White (Dolly Varden), Lionelle Howard (Edward Chester), John MacAndrews (Geoffrey Haredale), Henry Vibart (Sir John Chester), Harry Gilbey (Lord George Gordon), Harry Royston (Dennis), Harry Buss (Simon Tappertit), William Felton (M. Rudge), et William Langley (Gabriel Varden).

### À la télévision
Une série télévisée a repris le roman en 1960, avec John Wood, Barbara Hicks et Newton Blick.

### Au théâtre
Une première adaptation théâtrale du roman en trois actes, par Charles Selby et Charles Melville, a vu le jour dès 1841, une autre, en deux actes, par Charles Dillon, a été jouée à l'Olympic Theatre puis au Queen's Theatre de Londres, à partir de 1844.

### Divers
- En 1842 William Powell Frith a peint un tableau à l'huile devenu célèbre de Dolly Varden[135].
- Il existe un pub appelé le « Barnaby Rudge », situé au cœur de Broadstairs, à quelque cent mètres de Viking Bay, à la jonction entre Albion Street et Harbour Street[136].

## Éditions françaises deBarnaby Rudge
- (fr) Charles Dickens et P. Lorain, Barnabé Rudge, Paris, Hachette, 1858[1].
- (fr) Charles Dickens et Andhrée Vaillant, Barnabé Rudge, Gallimard, coll. « Les Classiques anglais », 1938, 608 p.[137]
- (fr) Charles Dickens, Dominique Jean et M Bonnomet, Barnaby Rudge, Paris, Union générale d'éditions, 1980, traduction de M. Bonnomet ; revue par Dominique Jean ; introduction de Dominique Jean.

### Texte en anglais deBarnaby Rudge
- Ouvrage de référence pour cet article : (en) Charles Dickens et Gordon Spence, Barnaby Rudge, Harmondsworth, Oxford University Press, 1997, 767 p. (ISBN 0-14-043090-3), avec les illustrations originales de George Cattermole et Hablot K. Browne.
- (en) Charles Dickens, Barnaby Rudge (vol.1), Chapman & Hall, 1858 (lire en ligne) (en 2 volumes).
- (en) Charles Dickens, Barnaby Rudge (vol.2), Chapman & Hall, 1858 (lire en ligne) (suivi de Hard Times).

### Ouvrages

#### Ouvrages généraux
- (en) Philip Collins, Charles Dickens, The Critical Heritage, édité par Philip Collins, Londres et New York, Routledge and Kegan Paul, 1996, 664 p. (ISBN 0-415-13459-5 et 9780415134590).
- (en) Michael Stapleton, The Cambridge Guide to English Literature, Londres, Hamlyn, 1983, 993 p. (ISBN 0-600-33173-3).
- (en) Margaret Drabble, The Oxford Companion to English literature, Londres, Guild Publishing, 1985, 1155 p.
- (en) Andrew Sanders, The Oxford History of English Literature (Revised Edition), Harmondsworth, Oxford University Press, 1996 (ISBN 0-19-871156-5).
- (en) Paul Schlike, Oxford Reader’s Companion to Dickens, New York, Oxford University Press, 1999, 280 p.
- (en) J John O. Jordan, The Cambridge companion to Charles Dickens, New York, Cambridge University Press, 2001.

#### Ouvrages sur les émeutes de Gordon
- (en) J. P. de Castro, The Gordon Riots, Harmondsworth, Oxford University Press, 1926.
- (en) Christopher Hibbert, King Mob : The Story of Lord George Gordon and the Riots of 1780, Londres, Longmans, 1958.
- (en) George Rudé, Paris and London in the Eightenth Century : Studies in Popular Protest, Londres, Collins, 1970.

#### Ouvrages sur la vie et l'œuvre de Charles Dickens
- (en) John Forster, The Life of Charles Dickens, Londres, Cecil Palmer, 1872-1874.
- (en) George Gissing, The Immortal Dickens, Londres, Cecil Palmer, 1925.
- (en) Hesketh Pearson, Dickens, Londres, Methuen, 1949.
- (en) Edgar Johnson, Charles Dickens, His Tragedy and Triumph, Londres, Simàn & Schuster, 1952, également publié par Golancz, 1953.
- (en) John Butt et Kathleen Tillotson, Dickens at Work, Londres, Methuen, 1957, p. 88-89.
- (en) J. Hiilis-Miller, Charles Dickens, The World of His Novels, Harvard, Harvard University Press, 1958, 366 p. (ISBN 978-0-674-11000-7).
- (en) Philip Collins, Dickens and crime, London : Macmillan and C° ; New York : St Martin's press, 1962, 371 p. (BNF 32962575).
- (en) Charles Dickens, Madeline House et Graham Storey, The Letters of Charles Dickens, Londres, Clarendon Press, 1965 et 1969, volume I, 1820-1839 (1965) et volume 2, 1840-1841 (1969).
- (en) K. J. Fielding, Charles Dickens, A Critical Introduction, Londres, Longman, 1966.
- (en) F. R. et Q. D. Leavis, Dickens the Novelist, Londres, Chatto & Windus, 1970, 371 p. (ISBN 0-7011-1644-7).
- (en) Michael Slater, Dickens and Women, Londres, J. M. Dent & Sons, Ltd., 1983, 465 p. (ISBN 0-460-04248-3).
- (en) Fred Kaplan, Dickens, A Biography, William Morrow & Co, 1988, 607 p. (ISBN 978-0-688-04341-4).
- (en) Norman Page, A Dickens Chronology, Boston, G.K. Hall and Co., 1988.
- (en) Peter Ackroyd, Charles Dickens, Londres, Stock, 1993, 624 p. (ISBN 978-0-09-943709-3).

#### Ouvrages et articles surBarnaby Rudge
(Bibliographie en partie issue de Gordon Spence, Introduction à Barnaby Rudge [ouvrage de référence]). 
- (en) Edgar Allan Poe, The Works of the Late Edgar Allan Poe, 1850, « Charles Dickens (Text-B) », p. 464-482.
- (en) Humphry House, The Dickens World, Oxford University Press, 1942, p. 232.
- (en) James K. Gottshall, Devil's Abroad: The Unity and Significance of Barnaby Rudge, Nineteenth Century Fiction 16, 1961-1962, p. 133-146.
- (en) Jack Lindsay, Dickens and the Twentieth Century, Londres, Routledge and Kegan Paul, 1962, « Barnaby Rudge », sous la direction de John Cross et Gabriel Pearson.
- (en) Steven Marcus, From Pickwick to Dombey, Londres, Chatto & Windus, 1965, « Barnaby Rudge », chapitre consacré à Barnaby Rudge publié séparément par A. E. Dyson, Macmillan, 1968.
- (en) Ryan M. Rosario, English, 19, « Dickens and Shakespeare: Probable Sources of Barnaby Rudge », p. 43-48.
- (en) Robert Michael Carron, Folly and Wisdom, the Dickensian Holy Innocent, Ontario, Simon Fraser University, 1977, p. 223.
- (en) Thomas Jackson Rice, The Changing World of Charles Dickens, Londres, Barnes & Nobles, 1983, « The Politics of Barnaby Rudge », éditeur : Robert Gildings.
- (en) Nathalie Mc Knight, From Vision to Reality in Barnaby Rudge, Londres, coll. « Dickens Studies Annual, 13 », 1984, « Better to Be Silly », p. 1-17.
- (en) Thomas Jackson Rice, Barnaby Rudge, An Annotated Bibliography, Londres, Garland, 1987.

### Divers
- (en) (en) Peter Ackroyd, « London's burning », sur guardian.co.uk (consulté le 12 juin 2011).
- (en) « Article Dickens d'Arthur Dudley », sur fr.wikisource.org (consulté le 17 juin 2011).

## Autres sources
- (en) Cet article est partiellement ou en totalité issu de l’article de Wikipédia en anglais intitulé « Barnaby Rudge » (voir la liste des auteurs).